# Curitiba
Curitiba (pronunciación en portugués brasileño: /kuɾiˈtʃibɐ/, /kuritiba/ en fonética española) es una ciudad brasileña, capital del estado de Paraná, localizada en el primer altiplano paranaense. De acuerdo con la estimación de 2014, su población es de 1 864 416 habitantes, siendo la mayor ciudad del sur del país. Genera un PIB de 45 109 744 000,00 reales (el mayor de las capitales de la región Sur de Brasil, y el tercero mayor a nivel nacional). La región Metropolitana de Curitiba está formada por 29 municipios, agrupados en cinco microrregiones, con un total de 3 731 769 de habitantes en 2021. 
Con la instalación del polo automovilístico, el segundo mayor del país, la región metropolitana viene experimentando un alto índice de crecimiento poblacional y económico. Empresas como Nissan, Renault, New Holland, VAG y Volvo traen a la ciudad una atmósfera cosmopolita, además de impulsar el comercio local con el mayor número de centros comerciales e hipermercados de la región sur. Recientemente, un estudio puso a la ciudad en el puesto n.º 1 del país en lo que respecta a educación.
Curitiba está entre los tres municipios con la mejor infraestructura del país, solo por detrás de São Paulo y de Río de Janeiro, de acuerdo con un estudio realizado por la consultora paulista Simonsen Asociados, en colaboración con EXAME. Curitiba es una de las cinco mejores ciudades para invertir de América Latina. Según una investigación de la revista América Economía, publicada en la edición Especial Ciudades 2006, que tiene como título "La Ciudad Innovadora", Curitiba está en cabeza, junto con importantes capitales como Ciudad de México, Buenos Aires y Brasilia, ocupando la quinta posición en la clasificación. Se tuvieron en cuenta las principales economías latinoamericanas o aquellas que tienen relevancia para los negocios realizados en el continente. Por delante de la capital paranaense están solo São Paulo, Santiago, primer lugar, en Chile; Monterrey, en México; y Miami, en los Estados Unidos.
Siguiendo una metodología internacional en la que el PIB per cápita se ajusta de acuerdo al coste de la vida y los índices de violencia de las ciudades investigadas, el PIB curitibano alcanza los 26 500 dólares. Con un parque industrial de 43 millones de metros cuadrados, la región metropolitana de Curitiba ha atraído a grandes empresas como ExxonMobil, Sadia, Kraft Foods, Siemens y HSBC. Es una de las ciudades más ricas de Brasil y de América Latina PIB de 45 109 744 000,00 reales (R$).

## Etimología
La hipótesis más popular para el origen del nombre de la ciudad es la de que este derivaría de la expresión indígena "cury'i ty (b) ba", que en guaraní significa "lugar donde existen pinos". Más precisamente, "cury'i" significa "pino paraná", y por metonimia el "piñón" (la semilla del pino), "tyb" viene del verbo existencial "i tyb" y "ba" es un sufijo locativo, traducido libremente por "lugar donde". Otra hipótesis se refiere a la lengua tupí— filológicamente muy próxima a la guaraní—, hablada por los colonizadores portugueses de la época. En tupí, kury sería algo como pino, piñón. Y tyba es un sufijo que indica grupo; por lo tanto, sería algo como grupo de pinos.

## Panorama

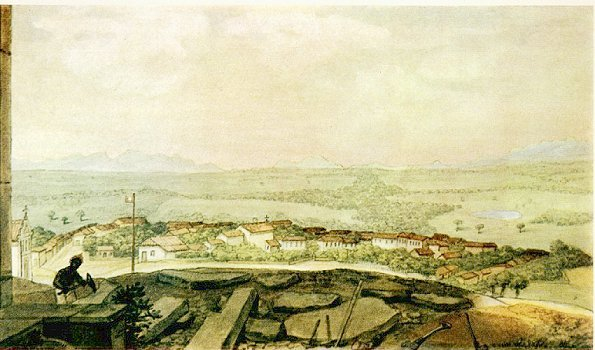
Panorama de Curitiba. Grabado de Jean-Baptiste Debret (c. 1850).

Curitiba es conocida por sus soluciones urbanas diferenciadas, principalmente por su sistema integrado de transporte de masas que, junto con las vías regulares de tráfico, ha servido, especialmente a partir de la década de 1970, como inductor de su desarrollo urbanístico.
El sistema de transporte público de Curitiba es conocido por sus terminales de pasajeros interligadas por carriles exclusivos para autobuses biarticulados y complementadas con el "ligeirinho" (un tipo de autobús ligero) y alimentadores diferenciados por colores. Ese modelo ha inspirado experiencias similares en ciudades de otros países, como Los Ángeles y Nueva York. En esta última se produjo, en la década de 1990, la instalación experimental de una línea de tren ligero, que comunicaba el ayuntamiento con el World Trade Center.
Esparcidas por la ciudad y, por lo general, integradas con las terminales de autobuses, están las Ruas da Cidadania, centros municipales que agrupan secretarías y órganos públicos municipales, estatales y federales, puntos de comercio, servicios gratuitos de acceso a Internet y equipamientos de ocio, como parques infantiles, complejos polideportivos y campos de fútbol.
Mediciones recientes indican que el área verde de Curitiba es de 51 metros cuadrados por habitante, lo que es tres veces más al área mínima recomendada por la ONU. Tales áreas se componen, fundamentalmente, de parques y bosques municipales a proteger parte de la vegetación ciliar de los ríos locales, como el río Barigüi y el río Iguazú. En la ciudad también hay una gran variedad de plazas y espacios públicos, asociados a vías públicas bien provistas de vegetación.
Curitiba, además, fue recientemente recomendada por la Unesco como una de las ciudades modelo para la reconstrucción de las ciudades de Afganistán, después de la intervención militar ocurrida en aquel país, en 2001. Actualmente existe un acusado crecimiento demográfico, lo que favorece la explosión demográfica en barrios alejados, como Boqueirão, Xaxim, Pinheirinho y Sitio Cercado y municipios vecinos, como Fazenda Rio Grande.
Como cualquier otra gran ciudad brasileña, Curitiba padece pronunciados problemas sociales, como la existencia de grandes favelas en algunos barrios y en el entorno del municipio, además del significativo crecimiento del número de personas que viven en la calle.
En la década de 1990, la ciudad fue galardonada con el premio United Nations Environment Program - UNEP, de la ONU, considerado el premio máximo del medio ambiente en el mundo. En 2003, la ciudad recibió el título de Capital de la Cultura de las Américas por la entidad CAC-ACC. En 2006, Curitiba acogió el evento COP8/COP-MOP3 de la ONU, realizado en la vecina ciudad de Pinhais.
Aunque tenga más de tres siglos de fundación, el crecimiento demográfico de Curitiba se dio, fundamentalmente, en los últimos 100 años, debido a grandes flujos migratorios procedentes del propio Brasil y también de otros países. Una parte sustancial de este crecimiento demográfico de la ciudad se ha dado en la segunda mitad del siglo XX, con la creciente industrialización de la ciudad (especialmente en la década de 1970). Esta trayectoria histórica parece haber contribuido a la modificación de la identidad de la ciudad (antes considerada, por algunos analistas, como una capital provinciana y "arrabalera") y por el incremento de su multiculturalismo y cosmopolitismo y su definitiva inserción en la modernidad.

## Historia

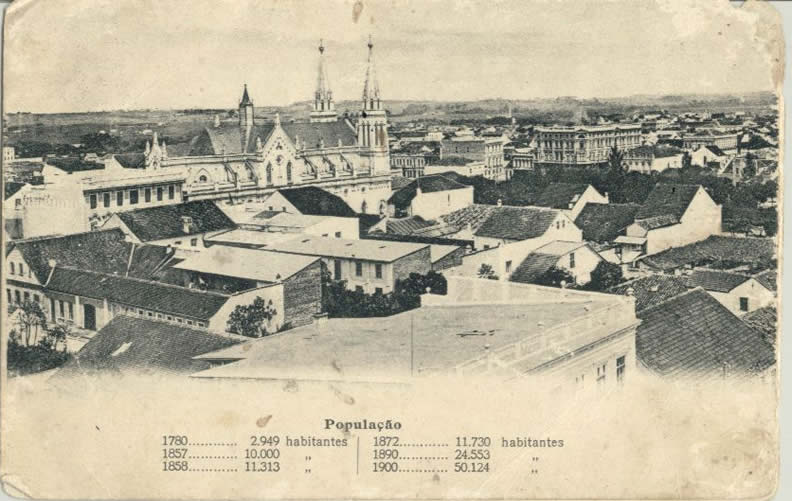
Vista general de Curitiba en 1900, con datos de su progresión demográfica: 1780 (2949 hab.), 1857 (10 000 hab.), 1858 (11 313 hab.), 1872 (11 730 hab.), 1890 (24 553 hab.), 1900 (50 124 hab.)

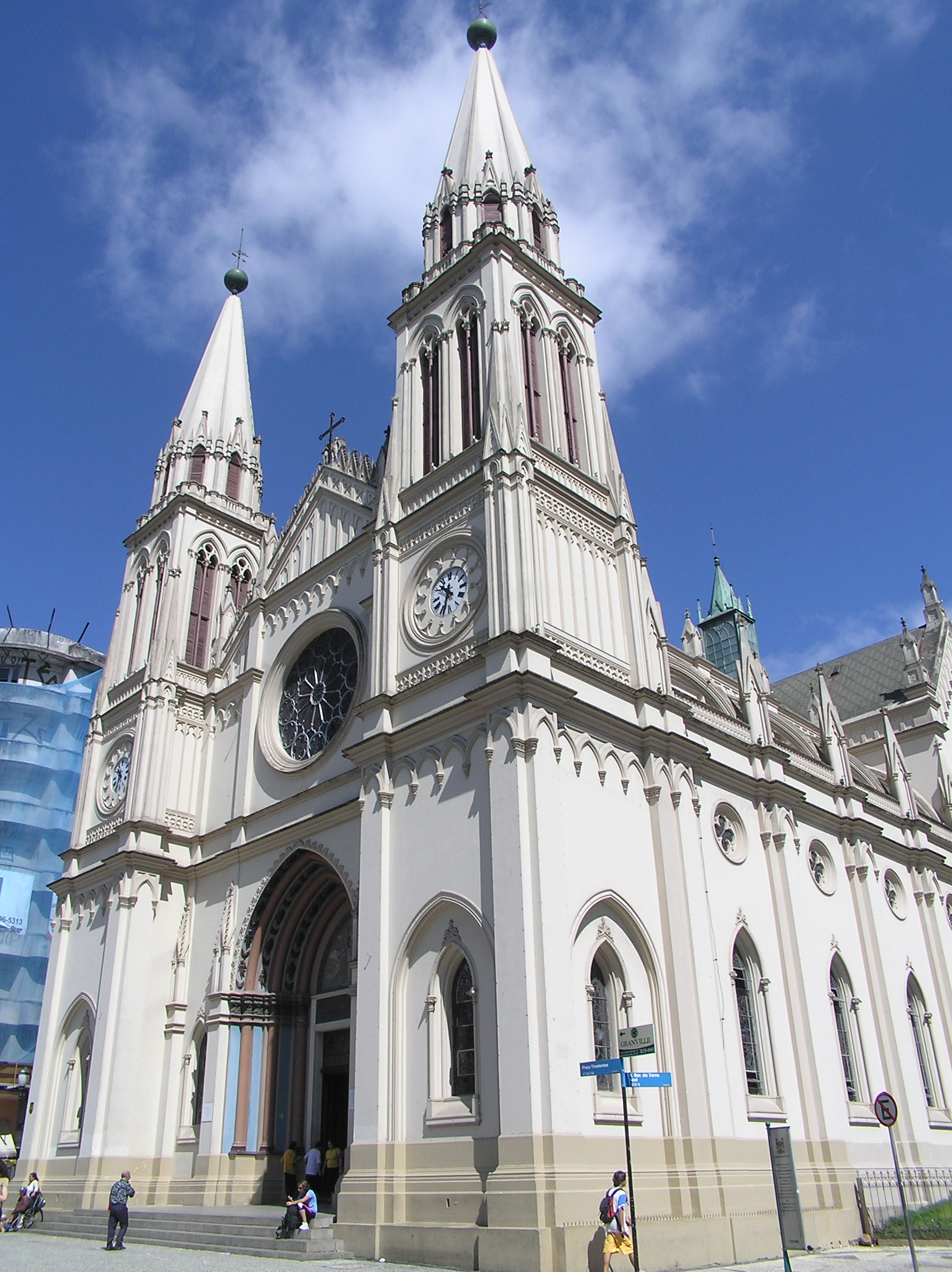
Catedral de Curitiba, consagrada a la patrona de la ciudad, Nossa Senhora da Luz

La región de Curitiba inicialmente llamada Campos de Curytiba comenzó a poblarse alrededor de 1630 (de media, mucho después que otras capitales pioneras), por habitantes venidos de Paranaguá, donde se había descubierto oro de aluvión, formando el poblado de Nossa Senhora da Luz e Bom Jesus dos Pinhais, que fue elevado a villa en 1693. Sin muchos recursos minerales, la región hizo que muchos de los habitantes se desplazaran a Minas Gerais. Durante mucho tiempo, la villa no fue más que una etapa en la célebre Ruta del ganado del que un pasaje del transporte de vacunos y equinos desde los campos de Viamão, en Río Grande del Sur, a Sorocaba, en el Estado de São Paulo. El desarrollo efectivo de Curitiba empezó a partir de comienzos del siglo XIX, con la explotación y exportación de la yerba mate, y la elevación al estatuto de ciudad, en 1842. En 1853, el sur y suroeste de la provincia de São Paulo se separan de esta, formando la nueva provincia del Paraná, de la cual pasó a ser capital Curitiba.
Desde 1867, Curitiba comienza a recibir oleadas de inmigrantes, en su mayoría polacos e italianos. Durante el siglo XX, especialmente en la segunda mitad, la ciudad pasa por un gran incremento demográfico y se consolida como núcleo regional de comercio y servicios, convirtiéndose en una de las ciudades más ricas de Brasil y pionera en soluciones urbanísticas.

### Como capital de Brasil
Por motivos propagandísticos del gobierno militar surgido a partir del golpe de Estado de 1964, el presidente Artur da Costa e Silva trasladó en forma temporal la sede del poder ejecutivo al palacio Iguaçu, convirtiendo a Curitiba en capital simbólica de Brasil entre el 24 y el 27 de marzo de 1969.

## Geografía

### Localización

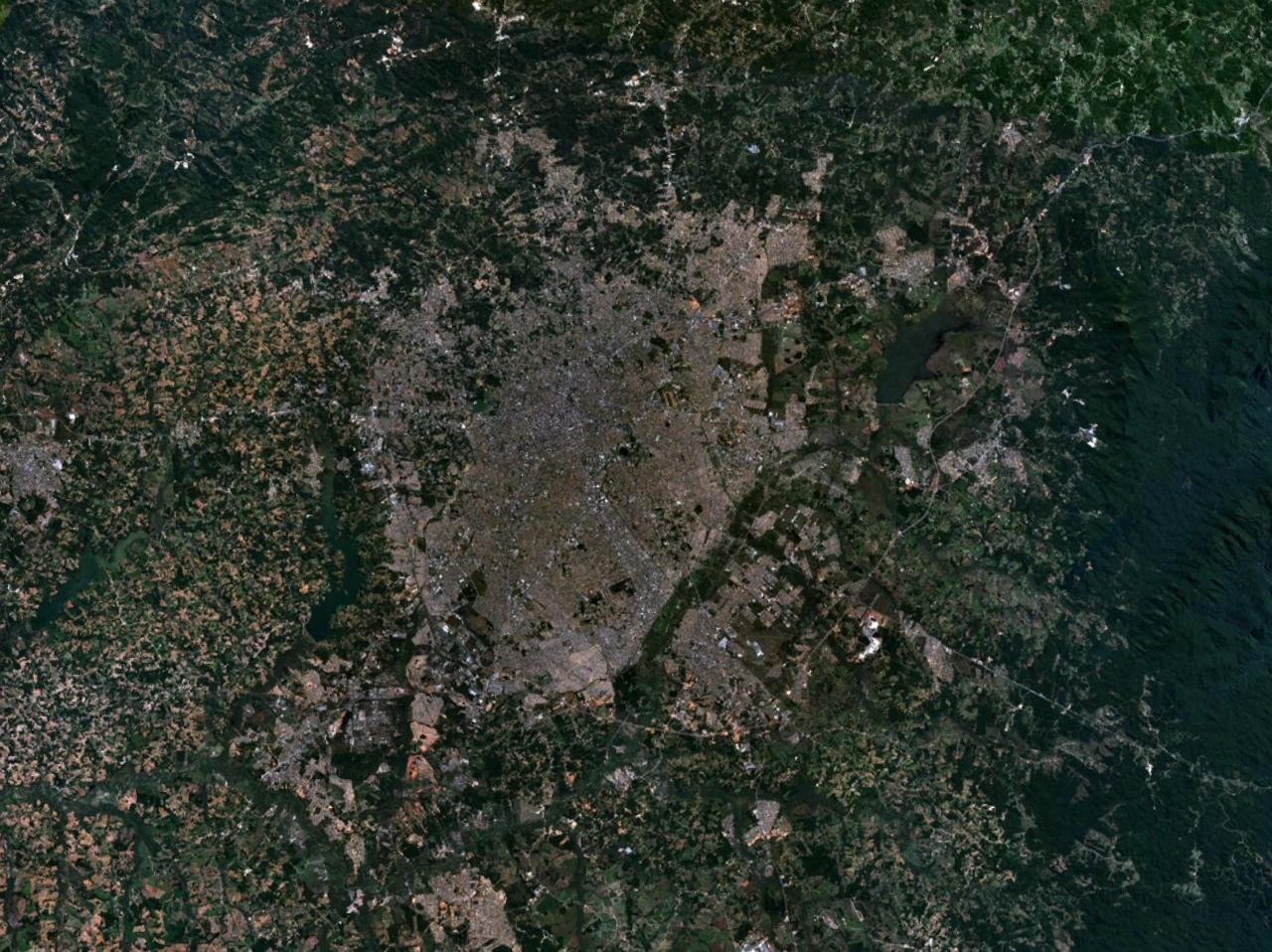
Vista de satélite de Curitiba.

Curitiba está localizada en el primer altiplano del Paraná, en su parte menos ondulada, denominado altiplano curitibano. Ocupa un espacio geográfico de 432,17 km² de área, en la latitud 25º25'40"S y longitud 49º16'23"W. El litoral del estado está a una distancia de 101 km de la ciudad (océano Atlántico). El municipio tiene una extensión norte-sur de 39 km y una extensión este-oeste de 23 km. Sin embargo, Curitiba no se limita a su espacio, pues entabla lazos culturales con los pueblos de todos los continentes desde la llegada de los inmigrantes. Entre los más numerosos destacan los portugueses, italianos, polacos, alemanes, ucranianos, japoneses, sirios, venezolanos y libaneses. Tal peculiaridad da a Curitiba dos grandes características: de entrada, su atractivo carácter multicultural y cosmopolita y, en segundo lugar, ser el corazón de la región Metropolitana, que actualmente está compuesta por 29 municipios.

### Geología
En la región de Curitiba se encuentran sedimentos de la formación Guabirotuba. Tales sedimentos (de origen fluvial-lacustre y depositados durante el Cuaternario Antiguo o Pleistoceno), llenaron una antigua y gran depresión, formando la llamada Cuenca de Curitiba.

### Relieve

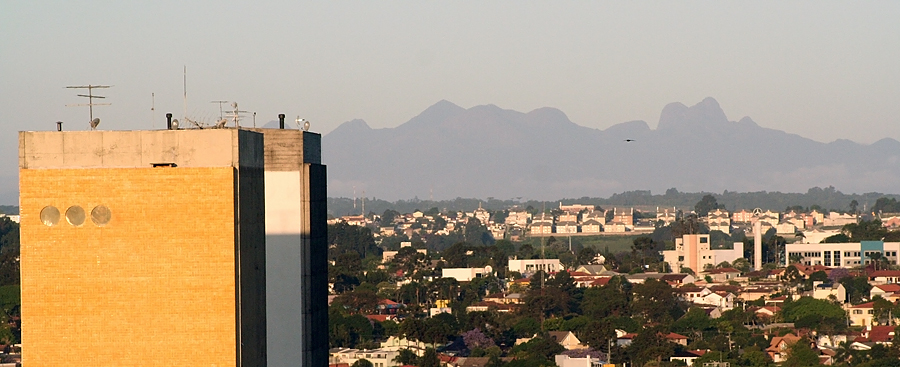
Cadena de montañas de la Serra do Mar visto desde el centro de Curitiba.

El relieve de Curitiba es levemente ondulado. La altitud media de la ciudad es de 934,6 m por encima del nivel del mar, variando entre los valores mínimo y máximo de 900 y 1000 m, aproximadamente.
Curitiba, capital del estado de Paraná, posee una superficie de 432,17 km² en el Primer Altiplano Paranaense, el cual fue descrito por Reinhard Maack (1981) como "una zona de eversión entre la Serra do Mar y la Escarpa Devoniana", mostrando un plano de erosión reciente sobre un antiguo tronco de pliegues.
Una serie de terrazas escalonadas se disponen en intervalos altimétricos, las cuales caracterizan a Curitiba con una topografía ondulada de colinas suavemente redondeadas, dándole una fisonomía relativamente regular.
El municipio de Curitiba posee una altitud media de 934,6 m por encima del nivel del mar. El punto más alto (1021 m) está al norte del municipio, en el barrio Lamenha Pequena. Dicha elevación le da al barrio un carácter topográfico relativamente accidentado y compuesto por inclinaciones más acentuadas, debido a la proximidad con la Región Serrana de Açungui.
Al sur del municipio de Curitiba se encuentra la zona más baja, a una cota de 864,90 m, localizada en el barrio del Caximba, en la cabecera del río Iguazú.
Existen cadenas montañosas y conjuntos de elevaciones rocosas en prácticamente todo el entorno de la ciudad, siendo el más notable e imponente de éstos la Serra do Mar, localizada al este de Curitiba, que separa el altiplano del litoral del Paraná. Al norte, hay elevaciones en la región de Rio Branco do Sul y al oeste, sencillos conjuntos de montes en Campo Magro. Al sur de la ciudad no hay elevaciones considerables, a no ser próximo a la frontera con Santa Catarina.

### Clima
La altitud da a la ciudad características propias, como un invierno más frío que el de las demás capitales de Brasil, con un rigor semejante al de los inviernos de algunos lugares a mayor latitud.
El clima de Curitiba es oceánico, sin estación seca, con veranos suaves e inviernos frescos, por la clasificación de Köppen. Debido a la proximidad del mar (el océano está a 70 kilómetros de la ciudad), la maritimidad tiene una gran influencia en el clima local, pues es la responsable de suavizar las olas de frío del invierno y evita los días de calor intenso en verano, además de hacer que ciudad sea bastante húmeda (prácticamente todos los días la humedad relativa alcanza por lo menos el 90% en el periodo nocturno).
El clima no es muy constante, y es común observar variaciones sensibles en un único día, incluso puede haber posibilidad de lluvias, sol o neblina el mismo día.
Curitiba tiene la menor temperatura media anual de entre las capitales brasileñas. Esa característica se debe a su altitud, que garantiza un clima más frío que el de las dos capitales estatales más al sur, Florianópolis (Santa Catarina) y Porto Alegre (Rio Grande do Sul) ambas al nivel del mar.
La nieve es rara, pues se registra de media una vez cada 10 años. Oficialmente, se ha registrado precipitación de nieve en los años 1889, 1892, 1912, 1928 (dos días), 1943, 1955, 1957, 1963, 1975, 1979, 1981, 1988 y 2013, aunque existen probabilidades de nevadas cada invierno riguroso, y siempre la espera la población curitibana en todos los inviernos.
Varios factores interfieren en la característica climática del municipio de Curitiba, entre ellos destacan:
- Su localización en relación con el Trópico de Capricornio, la topografía del Primer Altiplano Paranaense, la altitud media del municipio de 934,6 m por encima del nivel del mar, así como también la barrera geográfica natural de la Serra do Mar.
- Tomando como referencia la clasificación de Köppen (Maack, 1981), la ciudad de Curitiba se localiza en la región climática del tipo Cfb, con clima templado (o subtropical), húmedo, mesotérmico, sin estación seca, con veranos suaves e inviernos frescos, con ocasionales precipitaciones de nieve (última ocurrencia: 22 de julio de 2013).[8] Los datos de la Estación Meteorológica de Curitiba, localizada en el Centro Politécnico de la Universidad Federal de Paraná — barrio Jardim das Américas — relativos al periodo de junio de 1997 a diciembre de 2001, demuestran algunas características climáticas del municipio.

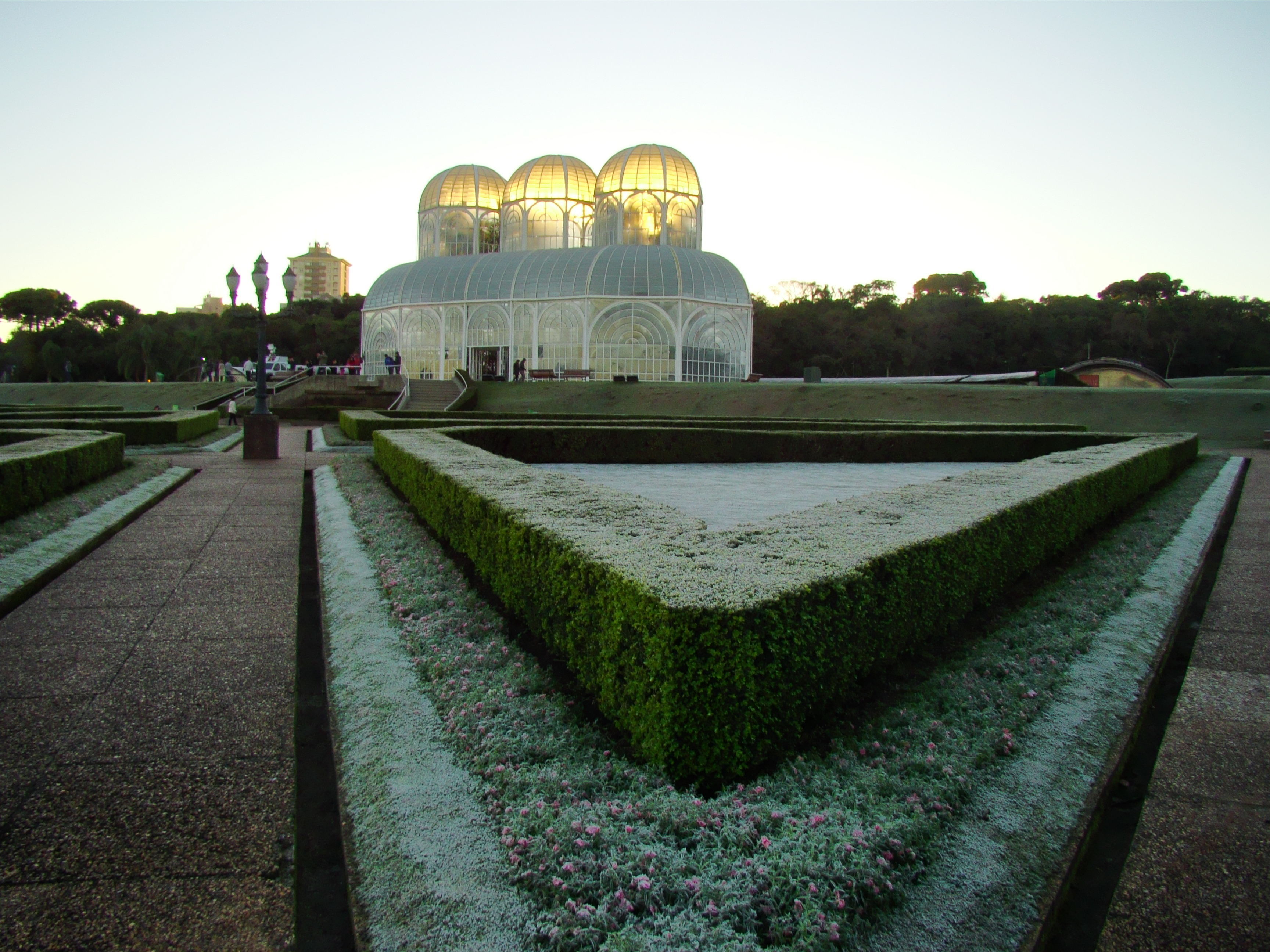
Invierno en Curitiba.

| Parámetros climáticos promedio de Curitiba (1961–1990)                  | Parámetros climáticos promedio de Curitiba (1961–1990) | Parámetros climáticos promedio de Curitiba (1961–1990) | Parámetros climáticos promedio de Curitiba (1961–1990) | Parámetros climáticos promedio de Curitiba (1961–1990) | Parámetros climáticos promedio de Curitiba (1961–1990) | Parámetros climáticos promedio de Curitiba (1961–1990) | Parámetros climáticos promedio de Curitiba (1961–1990) | Parámetros climáticos promedio de Curitiba (1961–1990) | Parámetros climáticos promedio de Curitiba (1961–1990) | Parámetros climáticos promedio de Curitiba (1961–1990) | Parámetros climáticos promedio de Curitiba (1961–1990) | Parámetros climáticos promedio de Curitiba (1961–1990) | Parámetros climáticos promedio de Curitiba (1961–1990) |
| Mes                                                                     | Ene.                                                   | Feb.                                                   | Mar.                                                   | Abr.                                                   | May.                                                   | Jun.                                                   | Jul.                                                   | Ago.                                                   | Sep.                                                   | Oct.                                                   | Nov.                                                   | Dic.                                                   | Anual                                                  |
| ----------------------------------------------------------------------- | ------------------------------------------------------ | ------------------------------------------------------ | ------------------------------------------------------ | ------------------------------------------------------ | ------------------------------------------------------ | ------------------------------------------------------ | ------------------------------------------------------ | ------------------------------------------------------ | ------------------------------------------------------ | ------------------------------------------------------ | ------------------------------------------------------ | ------------------------------------------------------ | ------------------------------------------------------ |
| Temp. máx. abs. (°C)                                                    | 34.1                                                   | 34.8                                                   | 33.5                                                   | 30.3                                                   | 28.3                                                   | 28.2                                                   | 27.8                                                   | 30.6                                                   | 32.8                                                   | 32.8                                                   | 34.0                                                   | 33.1                                                   | 34.8                                                   |
| Temp. máx. media (°C)                                                   | 25.6                                                   | 25.8                                                   | 24.9                                                   | 22.3                                                   | 21.1                                                   | 18.3                                                   | 19.4                                                   | 20.9                                                   | 21.3                                                   | 22.6                                                   | 24.5                                                   | 25.4                                                   | 22.7                                                   |
| Temp. media (°C)                                                        | 19.6                                                   | 19.9                                                   | 19.0                                                   | 16.7                                                   | 14.6                                                   | 12.2                                                   | 12.8                                                   | 14.0                                                   | 15.0                                                   | 16.5                                                   | 18.2                                                   | 19.3                                                   | 16.5                                                   |
| Temp. mín. media (°C)                                                   | 15.8                                                   | 16.3                                                   | 15.4                                                   | 12.8                                                   | 10.2                                                   | 7.8                                                    | 8.1                                                    | 9.2                                                    | 10.8                                                   | 12.5                                                   | 14.0                                                   | 15.4                                                   | 12.4                                                   |
| Temp. mín. abs. (°C)                                                    | 8.2                                                    | 6.8                                                    | 3.9                                                    | -4.0                                                   | -2.3                                                   | -4.0                                                   | -5.2                                                   | -5.2                                                   | -5.4                                                   | -1.5                                                   | -0.9                                                   | 3.6                                                    | -5.4                                                   |
| Precipitación total (mm)                                                | 165.0                                                  | 142.1                                                  | 126.6                                                  | 90.0                                                   | 99.2                                                   | 98.1                                                   | 89.0                                                   | 74.5                                                   | 115.4                                                  | 134.2                                                  | 123.8                                                  | 150.1                                                  | 1408.0                                                 |
| Días de precipitaciones (≥ 0.1 mm)                                      | 17                                                     | 15                                                     | 16                                                     | 14                                                     | 14                                                     | 12                                                     | 12                                                     | 10                                                     | 12                                                     | 13                                                     | 13                                                     | 16                                                     | 164                                                    |
| Horas de sol                                                            | 159.8                                                  | 135.0                                                  | 142.0                                                  | 137.2                                                  | 152.2                                                  | 129.7                                                  | 147.6                                                  | 148.3                                                  | 122.1                                                  | 137.2                                                  | 152.2                                                  | 150.9                                                  | 1714.2                                                 |
| Humedad relativa (%)                                                    | 79                                                     | 80                                                     | 80                                                     | 79                                                     | 82                                                     | 76                                                     | 81                                                     | 79                                                     | 82                                                     | 82                                                     | 80                                                     | 82                                                     | 80                                                     |
| Fuente n.º 1: World Meteorological Organization NOAA (sun and humidity) |                                                        |                                                        |                                                        |                                                        |                                                        |                                                        |                                                        |                                                        |                                                        |                                                        |                                                        |                                                        |                                                        |
| Fuente n.º 2: Weatherbase (record highs and lows)                       |                                                        |                                                        |                                                        |                                                        |                                                        |                                                        |                                                        |                                                        |                                                        |                                                        |                                                        |                                                        |                                                        |

### Vegetación

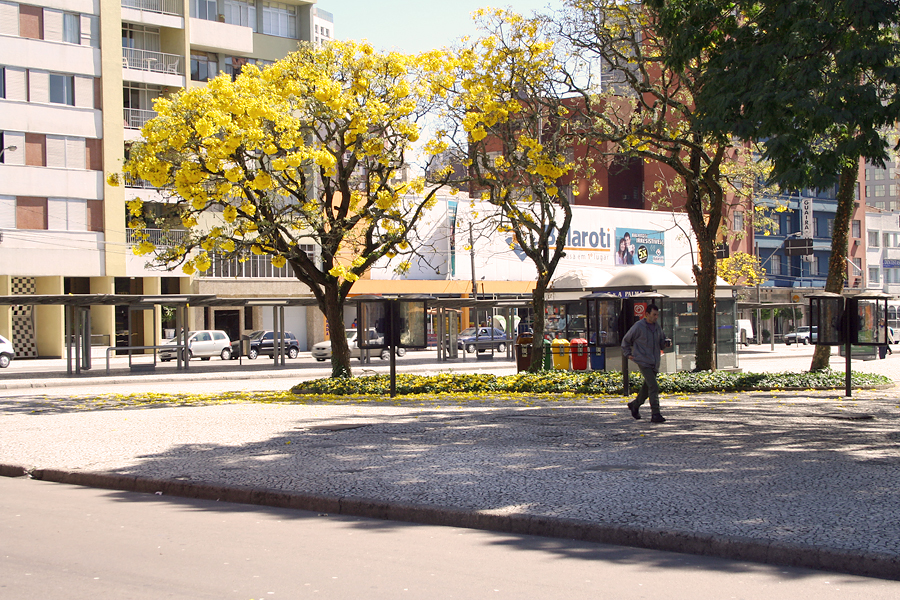
Lapachos amarillos floreciendo a finales del invierno. Plaza Rui Barbosa, Curitiba.

Curitiba está situada en el dominio denominado bosque ombrófilo mixto, compuesto por estepas gramíneo-leñosas, puntuadas por bosques de araucarias, además de otras formaciones, como vegas y matas ciliares.
En la vegetación local aún aparecen remanentes del pino Paraná (Araucaria angustifolia), que resistieron a la acción civilizadora de los tiempos actuales. Las araucarias están en bosques particulares y públicos, ahora protegidas por la legislación ambiental que impide su tala. El área verde de la ciudad es de 51 m² por habitante.
La vegetación de Curitiba también se caracteriza por la existencia de una gran cantidad de lapachos rosados y amarillos que dan un toque especial el paisaje de la ciudad durante la floración, a finales del invierno.

### Pluviometría
El índice pluviométrico alcanza los 1500 mm de media al año, pues las lluvias son una constante del clima local. Este hecho se debe en parte a la gran deforestación de la Serra do Mar, barrera natural de humedad.

### Hidrografía
La cuenca hidrográfica de Curitiba está constituida por varios ríos y riachuelos, que cortan la ciudad en diferentes direcciones. Se agrupan en seis cuencas hidrográficas:

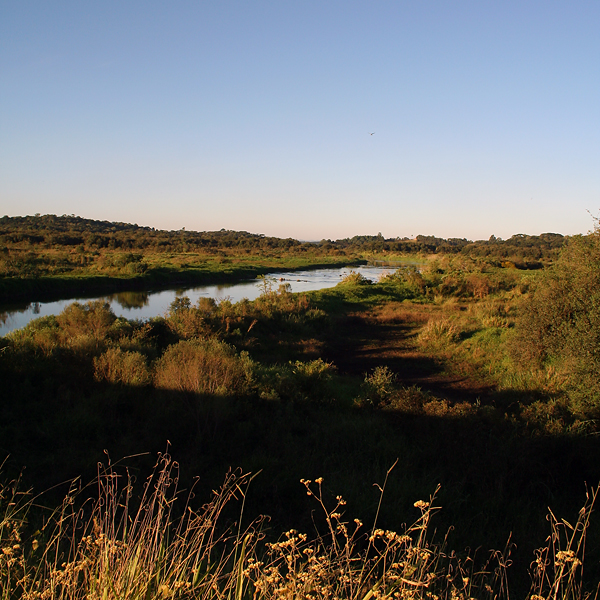
Río Iguazú, a su paso por el barrio Umbará, en la región sur de la ciudad.

- Cuenca del Atuba-Bacacheri, con 12,20 km;
- Cuenca del Ribeirão dos Padilhas, con 9,40 km;
- Cuenca del Atuba, con 18,20 km;
- Cuenca del Belém, con 20,10 km;
- Cuenca del Barigüi, con 29 km (IPPUC).
- Cuenca del Passaúna.

El principal río del estado es el Paraná, encontrándose el municipio de Curitiba en su margen derecha y al este de la mayor subcuenca del río, la cuenca hidrográfica del río Iguazú.
Los principales ríos que constituyen las seis cuenca hidrográficas del municipio son: río Atuba, río Belém, río Barigüi, río Passaúna, ribeirão dos Padilhas y río Iguazú, todas con características dendríticas de drenaje.
Conforme se indica en la tabla de abajo, se puede constatar que la mayor cuenca hidrográfica de Curitiba es la del río Barigüi, que corta el municipio de norte a sur y suma un total de 139,9 km². Al sur del municipio se halla la menor cuenca hidrográfica de Curitiba, la del ribeirão dos Padilhas, con 33,6 km² de área.
Debido a que el relieve de Curitiba posee una predominancia de mayores altitudes al norte del municipio, las seis cuencas discurren hacia el sur del mismo, yendo a desembocar en el principal río de Curitiba, el Iguazú, que a su vez irá a desaguar en el río Paraná, al oeste del estado.
| Cuencas hidrográficas y sus respectivas áreas (en km²), en Curitiba                   | Cuencas hidrográficas y sus respectivas áreas (en km²), en Curitiba | Cuencas hidrográficas y sus respectivas áreas (en km²), en Curitiba |
| ------------------------------------------------------------------------------------- | ------------------------------------------------------------------- | ------------------------------------------------------------------- |
| Cuencas hidrográficas                                                                 | Área                                                                | Área                                                                |
| Cuencas hidrográficas                                                                 | (km²)                                                               | (%)                                                                 |
| Ribeirão dos Padilhas                                                                 | 33,8                                                                | 7,82                                                                |
| Río Atuba                                                                             | 63,71                                                               | 14,74                                                               |
| Río Barigüi                                                                           | 140,8                                                               | 32,58                                                               |
| Río Belém                                                                             | 87,77                                                               | 20,31                                                               |
| Río Iguaçu                                                                            | 68,15                                                               | 15,77                                                               |
| Río Passaúna                                                                          | 37,94                                                               | 8,78                                                                |
| Total                                                                                 | 432,17                                                              | 100,0                                                               |
| Fuente: SMSA - Secretaria Municipal de Saneamento Elaboración: IPPUC / Banco de Dados |                                                                     |                                                                     |

Debido a las particularidades climáticas, las lluvias suelen ocasionar crecidas considerables en los ríos de Curitiba. Ello causa regulares inundaciones y es un motivo constante de preocupación para la población y la administración pública. Actualmente, después de una serie de estudios sobre los cursos de agua locales, casi todos los ríos están en proceso de canalización.

#### Abastecimiento de agua
El abastecimiento de agua de Curitiba está garantizado principalmente por los embalses formados por las presas de Iraí y Piraquara I, que sirven a la región este de la ciudad, y del Passaúna, que aprovisiona las regiones sur y oeste.
La población de Curitiba y su región metropolitana consume aproximadamente 7,5 mil litros de agua tratada por segundo, que es suministrada por la Companhia de Saneamento do Paraná (Sanepar). Además de eso, se estima que existen en la ciudad más de mil pozos artesianos (utilizados principalmente por condominios, empresas y hospitales), que, sumados, tienen un potencial para suministrar una volumen adicional de aproximadamente 1,5 mil litros de agua por segundo.
Durante los estiajes de invierno de los últimos años, el abastecimiento de agua se ha visto comprometido en ocasiones. En esos momentos han sido necesarias interrupciones programadas del suministro, que se ejecutan de acuerdo con horarios definidos por la Sanepar.
Las obras de la presa Piraquara II deben concluir a principios de 2007, pero solo estará operativa hasta verano de 2008, pues es necesario un periodo de aproximadamente un año para la elevación del nivel de agua en el embalse formado, que tendrá una capacidad final de 22 billones de litros. Posteriormente, está prevista la construcción de la estación de captación y tratamiento del río Miringuava, en São José dos Pinhais.

## Demografía

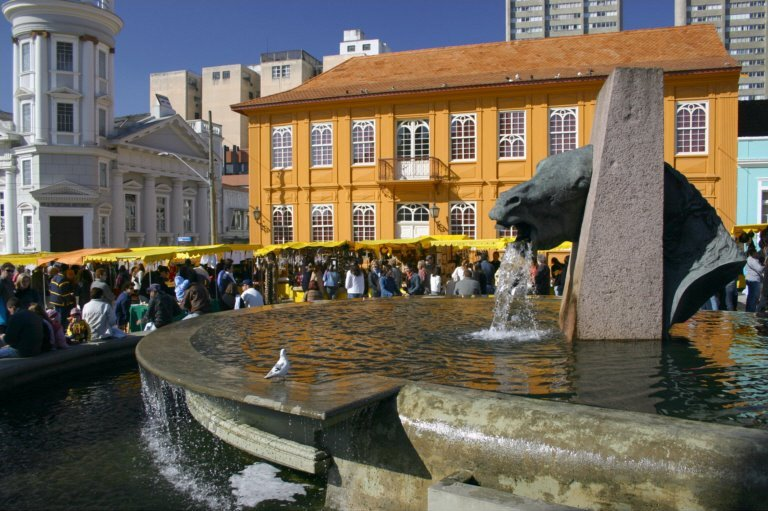
Plaza Anita Garibaldi.

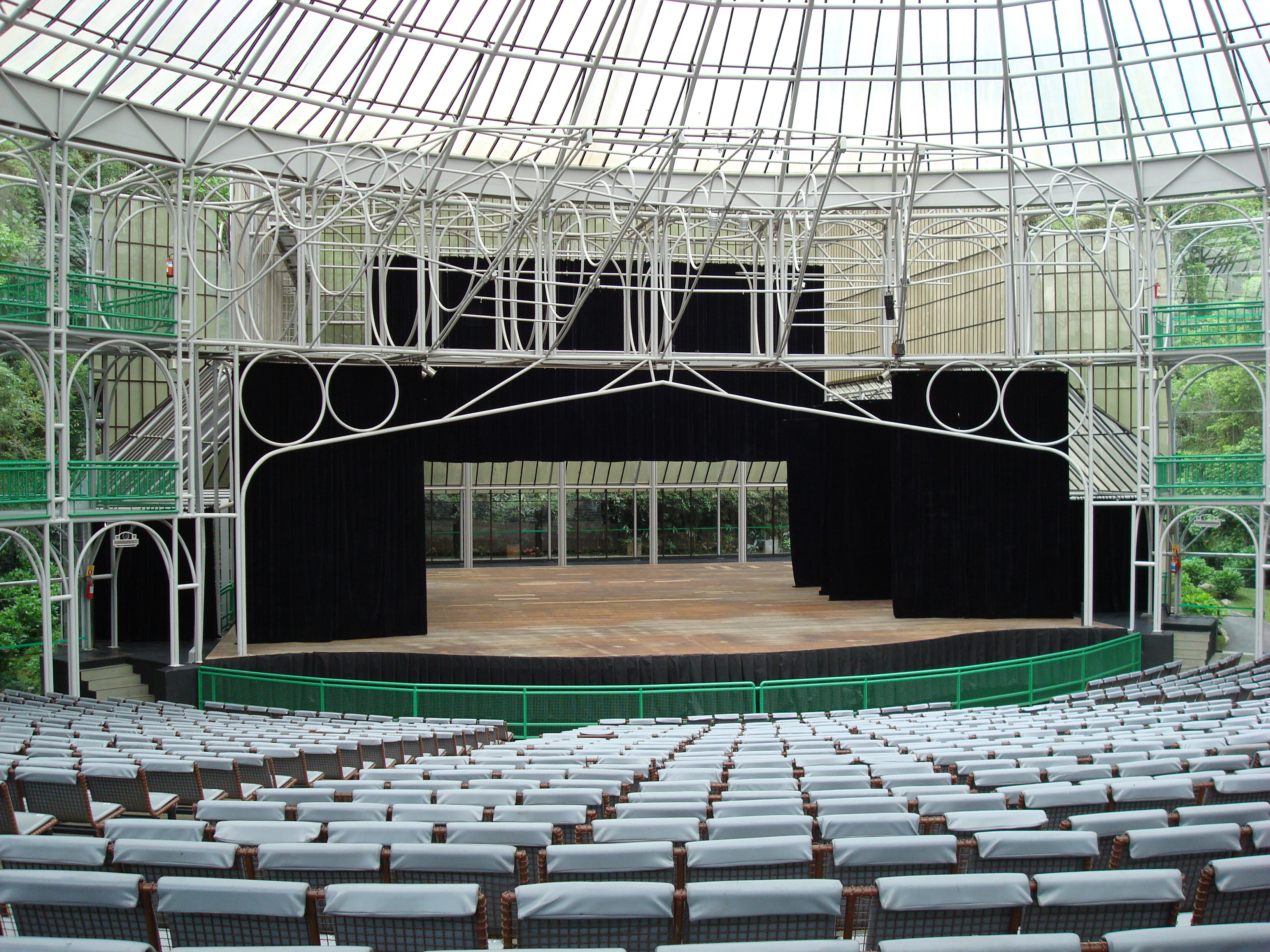
Ópera de Arame.

### Indicadores principales
- Población total: 1 977 408 habitantes (año 2007) (100% urbana; 52,07% hombres y 47,93% mujeres)
- Población estimada de la región metropolitana en 2007: 2 459 818 habitantes
- Área total: 435 km²
- Densidad demográfica: 4545,8 habitantes por km²
- Mortalidad infantil hasta los cinco años de edad: 24,26 por cada mil niños
- Tasa de fertilidad: 1,74 hijos por mujer
- Tasa de alfabetización: 96,63%
- Índice de Desarrollo Humano (IDH-M): 0,886
  - IDH-M Renta: 0,864
  - IDH-M Longevidad: 0,855
  - IDH-M Educación: 0,956
- Renta per cápita (datos de 2007 expresados en R$ del 1 de agosto de 2007): R$ 27 485

Fuente: IPEADATA
La población de Curitiba en 2007 era de 1 977 408 habitantes, de acuerdo con los datos recogidos por el IBGE. Además de eso, el censo demográfico de 2000 colocaba a Curitiba en la séptima posición entre las ciudades más pobladas de Brasil.
La mayor densidad demográfica se verifica en la región sur de la ciudad, siendo el barrio CIC el más populoso, con 174 383 habitantes en 2005. El barrio más denso de la ciudad es el de Água Verde, con 10 476 habitantes por km².
Según los resultados de los últimos censos, la población de la ciudad se elevó de 483 038 habitantes, en 1970, a 843 733 habitantes en 1980. El municipio de Curitiba (430,9 km²), que pertenece a la microrregión n.º 268 (Curitiba), vio su población aumentada, en el mismo periodo, de 624 362 habitantes a 1 025 979 habitantes, elevándose su densidad de 1411 hab./km². En términos porcentuales, el aumento demográfico de la ciudad entre 1960 y 1970 fue del 40% mientras que, de 1970 a 1980, se elevó al 74%.
A pesar de tales indicadores, la ciudad presenta índices óptimos, siendo un lugar de condensación de inversiones. El IDHM es de 0,886, y el ICV es de 0,865, el mayor entre las metrópolis brasileñas. La esperanza de vida en la ciudad es superior a 75 años. El 99,9% de los domicilios son atendidos por la red de distribución de energía eléctrica, el 99,6% por la red de alcantarillado y el 99,5% por la recogida de basura. El 99,6% cuenta con abastecimiento de agua.

## Etnias
La población de la ciudad se compone de:
77,4% son blancos; 2,9% son negros; 18,2% son mestizos y 1,4% son amarillos o amerindios.

### Crecimiento poblacional
| 1872   | 1890   | 1900   | 1920   | 1940    | 1950    | 1960    | 1970    | 1980      | 1991      | 1996      | 2000      | 2008      |
| ------ | ------ | ------ | ------ | ------- | ------- | ------- | ------- | --------- | --------- | --------- | --------- | --------- |
| 12 651 | 24 553 | 49 755 | 78 986 | 140 656 | 180 575 | 356 830 | 624 362 | 1 025 979 | 1 290 142 | 1 476 253 | 1 586 848 | 1 828 092 |

### Problemas urbanos
El crecimiento demográfico y urbanístico de Curitiba, además de transformar la ciudad en una moderna metrópoli, acarreó también los siguientes fenómenos:
- Abastecimiento de agua insuficiente;
- Alta contaminación de la mayoría de sus ríos;
- Disminución de la permeabilidad del suelo;
- Agotamiento del vertedero municipal, localizado en el barrio de Caximba;
- Fluidez viaria comprometida, debido al incremento permanente de la flota de vehículos (el tráfico en Curitiba tiene, de media, un vehículo para cada dos personas).
- Subdimensionamiento de la red de transporte urbano.

### Composición étnica

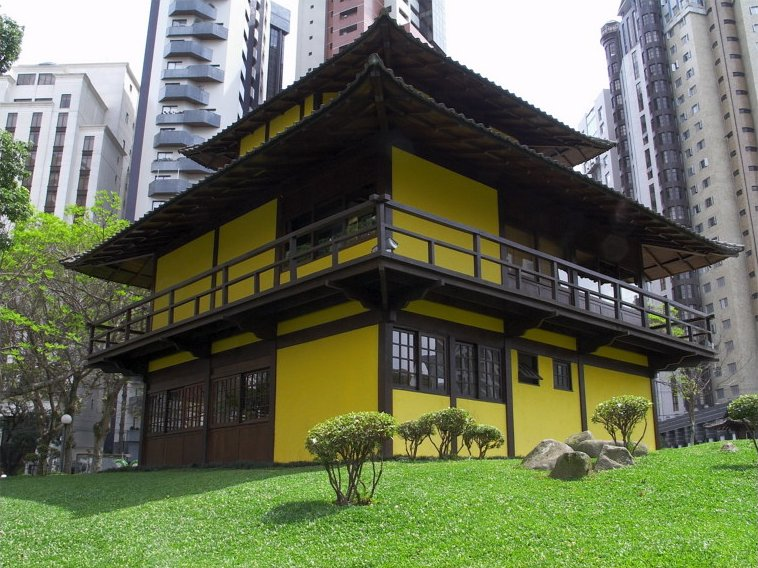
Plaza de Japón, monumento conmemorativo a la inmigración japonesa.

En su formación histórica, la demografía de Curitiba es el resultado del mestizaje de las tres etnias básicas que componen la población brasileña: la indígena, la portuguesa y la negra. Más tarde, con la llegada de los inmigrantes, especialmente polacos, ucranianos, italianos, alemanes, sirios, libaneses y japoneses, se formó un singular crisol de culturas, que caracteriza la población de la ciudad, sus valores y modo de vida.

### Inmigración
El proceso de desarrollo demográfico tanto de la ciudad como del municipio tuvo origen con el tropeirismo (caravanas) y con las oleadas migratorias iniciadas por portugueses, españoles y otros grupos étnicos, como los gitanos, los judíos y los africanos. Después de ese periodo la ciudad recibió fuertes oleadas de inmigración europea, alemanes a partir de 1833; en 1871, los italianos; y por último, los polacos y ucranianos. Actualmente la ciudad es el centro de la cultura polaca en Brasil y la mayor colonia eslava fuera de Europa en América Latina.[cita requerida] En 1876, existían en Curitiba veinte colonias agrícolas compuestas por varios grupos étnicos, que desempeñaban, además de la agricultura, otras profesiones. Son de destacar las colonias de inmigrantes japoneses y sirio-libaneses. Actualmente, ese proceso ha sido sustituido por las migraciones internas, oriundas principalmente de Santa Catarina, Río Grande del Sur y Minas Gerais. Curitiba ha representado una de las ciudades con mayor flujo de migración de venezolanos debido a la ola migratória existente.

## Economía
Curitiba es el centro económico del estado de Paraná y del sur del Brasil. En parte, se debe a la población de casi tres millones de habitantes, si se considerase su región metropolitana.
Además de eso, la ciudad concentra la mayor porción de la estructura gubernamental y de servicios públicos del estado y acoge importantes empresas en los sectores comerciales, de servicios, financieros y farmacéuticos como la recién llegada Trexxon Europa de España que con una fuerte inversión se sitúa con la tecnología de punta más avanzada en la ciudad, creando más de 500 puestos nuevos de trabajo.

## Cultura

### Teatro
Curitiba tiene una estrecha relación con las artes escénicas y teatrales. La ciudad acoge desde 1992 un importante festival de teatro (compuesto por obras internacionales, obras nacionales, montajes locales y una muestra alternativa), responsable de la atracción periódica de un amplio contingente de turistas y caracterizado por una notoria movilización cultural. La ciudad cuenta con salas de espectáculo de incuestionable calibre técnico-acústico, como el Teatro Guaíra, una de las mayores salas, en número de espectadores, de América del Sur, recientemente superado por el Teatro Positivo. Inaugurado en 2008 con un concierto de José Carreras, el teatro, con 2400 plazas, fue inspirado en los teatros griegos y, por esta razón, permite la más perfecta audición y visibilidad desde cualquier lugar de la platea. Otros teatros de la ciudad son el Teatro Paiol, la Ópera de Arame, el Teatro da Reitoria, el Teatro Fernanda Montenegro y el Teatro Lala Schneider.

### Cine
La historia del cine curitibano se caracteriza por su inconstancia y por alternar periodos de cadencia intensa con otros de completa inactividad.
La primera película proyectada en Curitiba fue en 1897, poco después de la invención del cinematógrafo por los Hermanos Lumière. Sin embargo, hasta 1930, la historia del cine de la ciudad se limitó a la iniciativas aisladas de sólo tres curitibanos: Annibal Requião (que filmó en Curitiba desde 1907 y hasta 1912), João Baptista Groff y Arthur Rogge.
En la década de 1960, surgen las primeras películas del cineasta Sylvio Back, ligado al cineclubismo y a la crítica cinematográfica, que adquiriría notoriedad en todo el país en las décadas subsiguientes (con películas como Lance maior y Aleluia, Gretchen). Aún produce en la actualidad.
En la década de 1970, surge la Cinemateca del Museo Guido Viaro, responsable del escenario cinematográfico curitibano y del descubrimiento de nuevos talentos locales (principalmente el cineasta Fernando Severo, también en activo en la actualidad.
Posteriormente, surge una tendencia, en la escena local, a la producción de documentales, normalmente con motivos de denuncia o próximos a ciertas posturas ideológicas. En ese contexto, destacan los trabajos de Frederico Fullgraf (cuyas obras se relacionan con la ecología) y Sérgio Bianchi.
En la actualidad, el cine curitibano se organiza en eventos y festivales periódicos (de los cuales destaca el Festival de Cine, Vídeo y DCine de Curitiba, que se viene realizando desde 1997) y revela periódicamente nuevos realizadores y productores.

### Literatura
Curitiba es el local de nacimiento, residencia y principal inspiración temática del escritor Dalton Trevisan, uno de los más importantes cuentistas vivos de la literatura brasileña. Además de eso, la ciudad es la cuna del controvertido escritor, poeta y compositor Paulo Leminski, autor de la antológica obra en prosa experimental Catatau, tenida por muchos críticos como excesivamente hermética y críptica, pero no menos genial. También es natural de Curitiba el poeta simbolista Emiliano Perneta.

### Museos

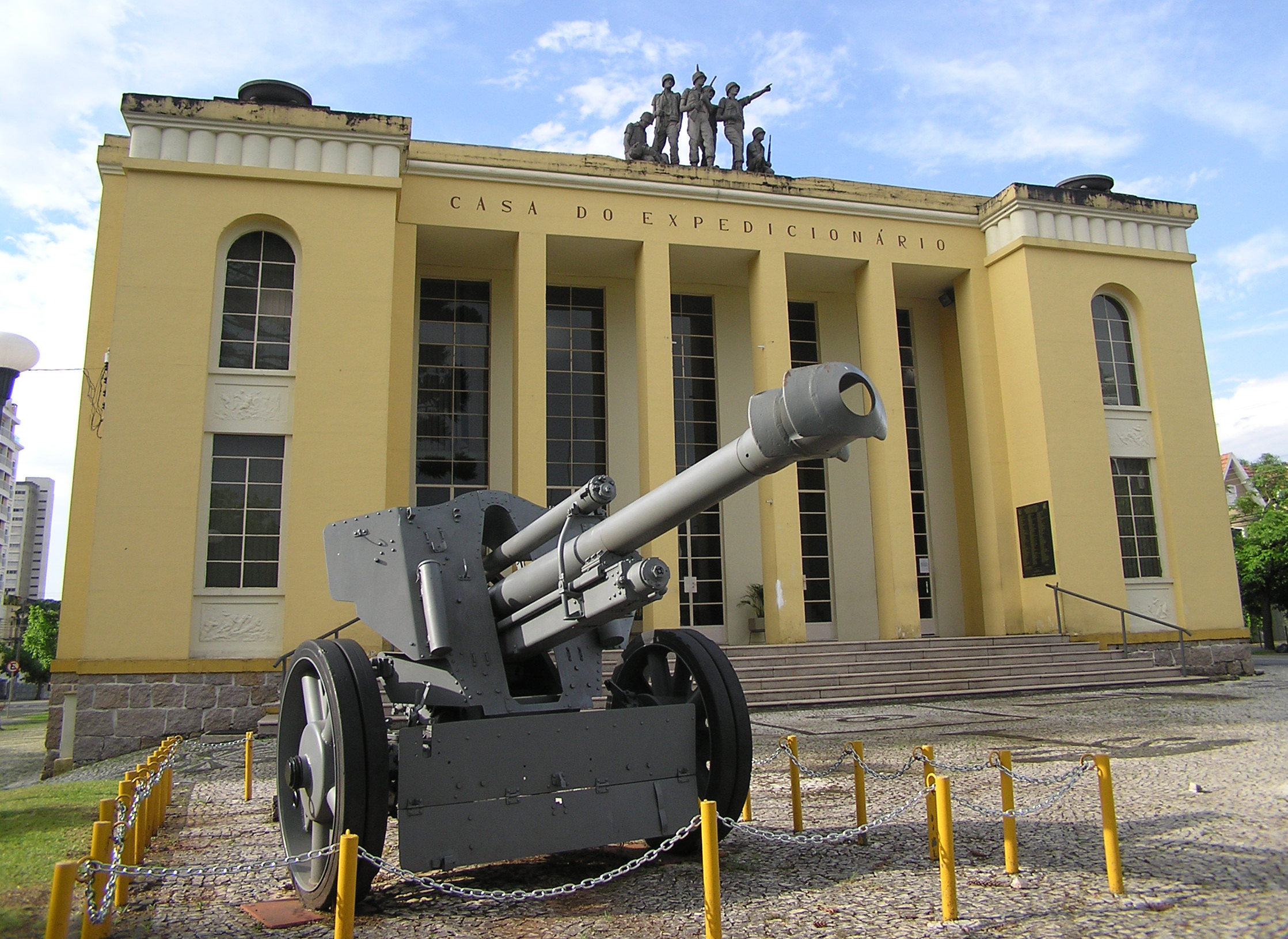
Museo del Expedicionario

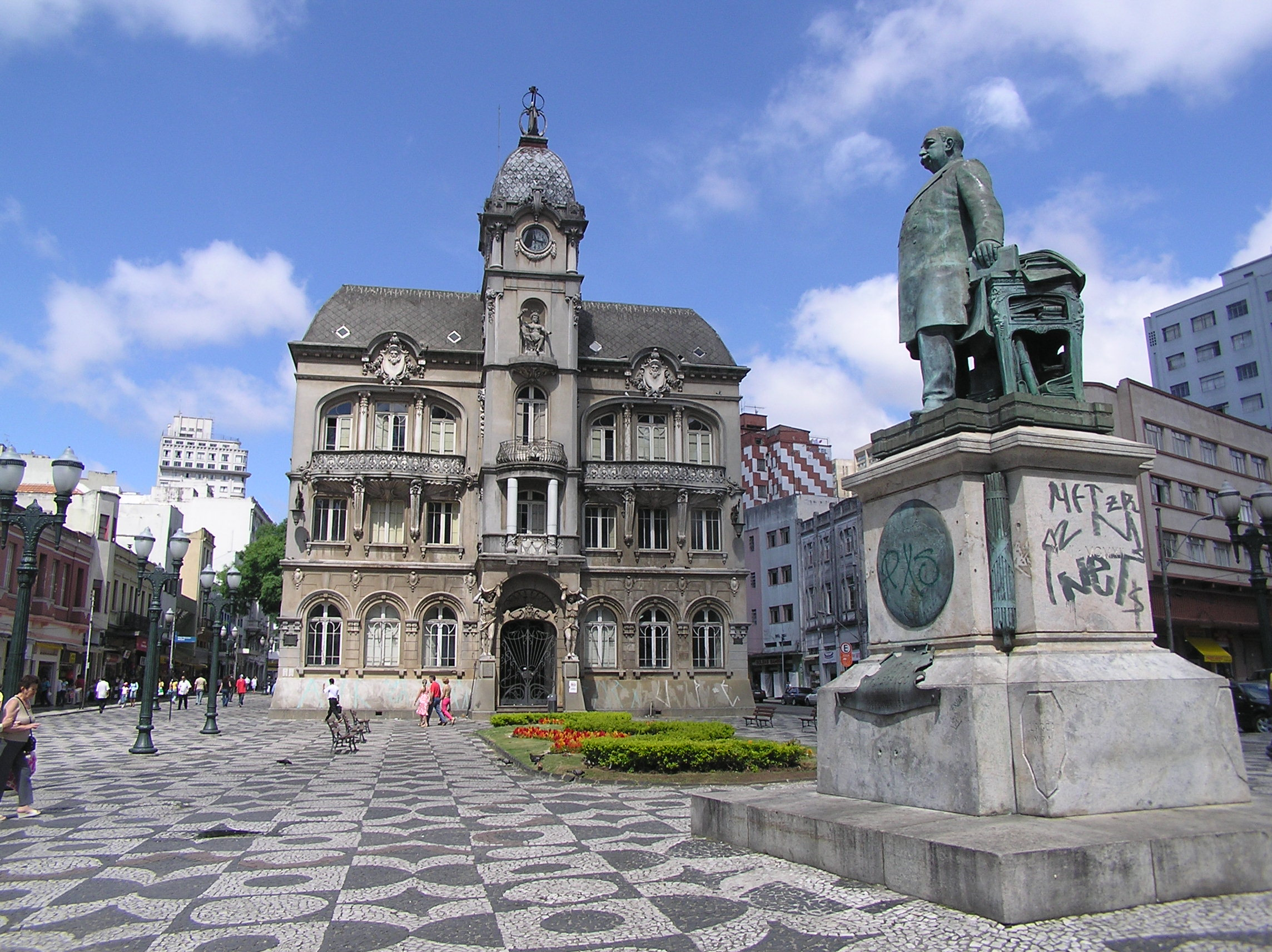
Museo en la plaza Generoso Marques.

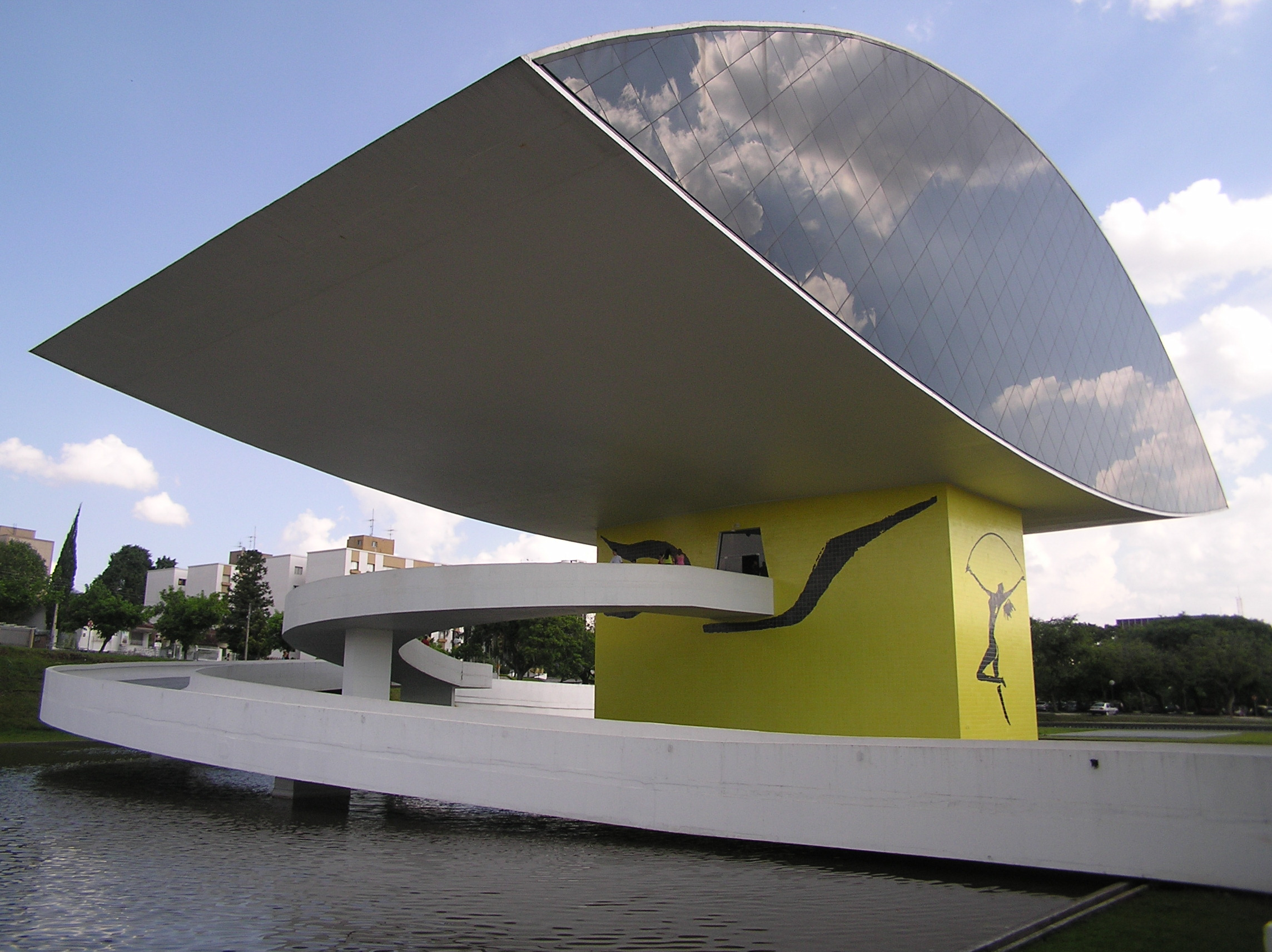
Museo Oscar Niemeyer.

Curitiba cuenta con diversos museos, entre los que destaca el Museo Oscar Niemeyer (dedicado a las artes plásticas). Son 35 000 metros cuadrados de construcción, de los que 19 000 están destinados a exposiciones, también cuenta con un teatro para 372 personas, un salón de eventos para 500 personas (sentadas) y el Patio de las Esculturas (en un área de 888 metros cuadrados). Se está implantado, junto con el Centro de Documentación e Investigación, un espacio donde las personas podrán buscar e investigar sobre Artes Visuales, Arquitectura y Diceni. El Museo Paranaense (dedicado a las artes plásticas y a la historia), tiene cuatro salones (San Francisco, de los Gobernantes, de los Indígenas de Brasil y Vladimir Kozák) y un Pabellón de la Historia de Paraná. Está localizado en 2 lugares: uno en la localidad de Campo Largo (Región Metropolitana de Curitiba), donde está el Parque Histórico del Mate, y otro en Alto San Francisco, en el centro histórico de Curitiba. El Museo de Arte Sacra (que alberga imágenes religiosas y arte sacro en general). El Museo del Expedicionario (dedicado a la historia de la participación brasileña en la Segunda Guerra Mundial). El Museo de Arte Contemporáneo, con un acervo que tiene obras de Tomie Otahake, Juárez Machado, Raúl Cruz, Zimmermann, Poty Lazaroto y otros. El Museo de la Imagen y del Sonido (cine y fotografía). El Museo Alfredo Andersen (como el propio nombre revela, dedicado a las pinturas de Alfredo Andersen), considerado “el padre de la pintura paranaense”. El Museo Metropolitano de Arte de Curitiba (arte moderno) que se encuentra en Centro Cultural de Portão, está temporalmente cerrado por reforma, tiene obras de Di Cavalcanti, Portinari, Mario Cravo, Burle Marx y otros. El Museo de Historia Natural (dedicado a la biología y la botánica). El Centro Cultural Solar do Barão, donde están los Museos: de Grabado, de Fotografía y del Cartel, y hay una Gibiteca (una biblioteca de cómics). La Casa Romário Martins, donde se promueven y divulgan exposiciones conectadas a la historia y acontecimientos culturales en Curitiba. El Centro de Criatividade de Curitiba, acoge la Casa Museo Erbo Stenzel, tiene los esbozos de los trabajos y dibujos de este artista, autor de esculturas que marcan el paisaje urbano de Curitiba. El Espaço Cultural Frans Krajcberg, que está vinculado al Instituto Frans Kajcberg de Arte y Medio Ambiente. Son 114 esculturas donadas al ayuntamiento. El Memorial de Curitiba, que es un espacio de arquitectura moderna, está junto a la Casa de la Memoria para hacer exposiciones. La Caixa Cultural do Paraná, que ofrece la Sala de la Memoria, también, para exposiciones. Todos estos lugares están catalogados por la Fundação Cultural de Curitiba.

### Música
En la esfera de la gestión pública de la producción musical de Curitiba, el Instituto Curitiba de Arte y Cultura (ICAC), creado en 2004, realiza la gestión del área musical de la Fundación Cultural de Curitiba, siendo responsable de la promoción de los siguientes organismos: Camerata Antiqua de Curitiba (coro y orquesta), Conservatorio de MPB, Escuela de Música y Bellas Artes de Paraná, Orquestra à Base de Sopro, Orquestra à Base de Corda, Vocal Brasileirão y Coral Brasileirinho.
| Predecesor: Maceió | Capital Americana de la Cultura 2003 (Junto a Ciudad de Panamá) | Sucesor: Santiago de Chile |

## Deporte
Los dos mayores clubes ganadores del Campeonato Paranaense de fútbol masculino son de Curitiba: Coritiba Foot Ball Club y Clube Atlético Paranaense. El tercer club de la ciudad es el Paraná Clube. El estadio Arena da Baixada, que pertenece al Atlético Paranaense, fue sede de la Copa Mundial de Fútbol de 2014.
El Autódromo Internacional de Curitiba es uno de los autódromos brasileños que ha recibido categorías extranjeras de automovilismo, entre ellas el Campeonato Mundial de Turismos. El Rally de Curitiba es una fecha habitual del Campeonato Sudamericano de Rally y del Intercontinental Rally Challenge.
| Predecesor: Cuenca | Ciudad Sudamericana Río de Janeiro, São Paulo y Belém 2002 | Sucesor: Buenos Aires |

## Administración pública

### Cámara de concejales
La Cámara Municipal de Curitiba tiene un total de 38 concejales (vereadores) electos desde 2004. La sede del poder legislativo es el Palacio Rio Branco. Se creó en 1693, con las siguientes características básicas: foro especial de justicia y administración independiente de la Corona. Hasta entonces prevalecían las cámaras abiertas donde deliberaban todos los "Hombres Buenos". Con la legislación alfonsina se crearía un sistema de representantes, instituyéndose la concejalía. El actual edificio de la Cámara Municipal de Curitiba fue inaugurado en 1896.

### Ayuntamiento municipal
El poder ejecutivo lo ejerce actualmente el alcalde municipal (Prefeito) Gustavo Bonato Fruet, del PDT, electo en 2012 y los Secretarios Municipales nombrados por el alcalde.

Barrios y administraciones regionales de Curitiba.

### Administraciones regionales
Curitiba se dividida en nueve administraciones regionales (equivalentes a subalcaldías), que gestionan los 77 barrios del municipio, a saber:
- Matriz, que comprende dieciocho barrios: Centro, Centro Cívico, Batel, Bigorrilho, Mercês, São Francisco, Bom Retiro, Ahú, Juvevê, Cabral, Hugo Lange, Jardim Social, Alto da XV, Alto da Glória, Cristo Rei, Jardim Botânico, Prado Velho y Rebouças;
- Santa Felicidade, que comprende catorce barrios: Santa Felicidade, Lamenha Pequena, Butiatuvinha, São João, Vista Alegre, Cascatinha, São Braz, Santo Inácio, Orleans, Mossunguê, Campina do Siqueira, Seminário, Cidade Industrial (región Norte), y parte de Campo Comprido;
- Boa Vista, que comprende trece barrios: Boa Vista, Bacacheri, Bairro Alto, Tarumã, Tingüi, Atuba, Santa Cândida, Cachoeira, Barreirinha, Abranches, Taboão, Pilarzinho y São Lourenço;
- Cajuru, que comprende cinco barrios: Cajuru, Uberaba, Jardim das Américas, Guabirotuba y Capão da Imbuia;
- Portão, que comprende once barrios: Portão, Fazendinha, Santa Quitéria, Vila Izabel, Água Verde, Parolin, Guaíra, Lindóia, Fanny, Novo Mundo y parte de Campo Comprido;
- Boqueirão, que comprende cuatro barrios: Boqueirão, Xaxim, Hauer y Alto Boqueirão;
- Pinheirinho, que comprende cinco barrios: Pinheirinho, Capão Raso, Tatuquara, Campo de Santana y Caximba;
- Bairro Novo, que comprende tres barrios: Sitio Cercado, Ganchinho y Umbará;
- Cidade Industrial de Curitiba, que comprende cuatro barrios: Cidade Industrial de Curitiba (región Centro/Sur), Riviera, Augusta y São Miguel.

## Transporte

### Vehículos particulares

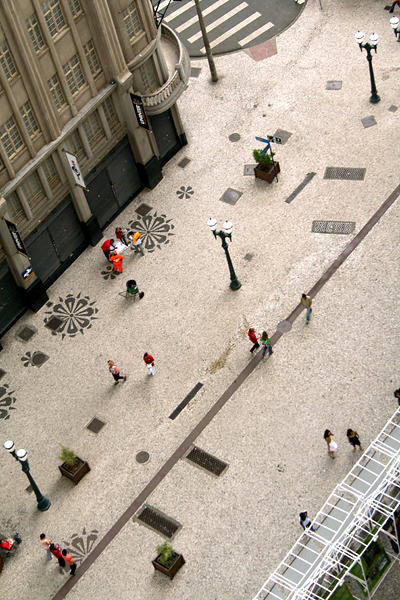
Rua XV de Novembro, avenida cerrada al tráfico de vehículos en 1972.

Fundamentalmente, el tráfico de Curitiba está estructurado de forma integrada con el transporte de masas vía autobús, por medio de los llamados trinários de ejes estructurales (canaletas que son sistemas de carriles exclusivos de autobuses expresos, ladeadas por pistas simples para vehículos particulares en sentido contrario e, inmediatamente paralelas a estas, vías rápidas con velocidad permitida superior).
La política municipal relacionada con los vehículos está concebida de forma que disminuya el número de vehículos en el anillo central de la ciudad, lo que se ha hecho mediante la propia intervención en el flujo viario (disminución del número de calles con sentido hacia el centro de la ciudad) y mediante el mantenimiento de importantes espacios para peatones, como a Rua XV de Novembro, antes una de las avenidas más transitadas de la ciudad.
La ciudad tiene buenos índices de cobertura asfáltica, aunque aún hay un elevado número de calles de tierra batida y sin identificación nominal (placas de calle) en los barrios alejados, como Ganchinho, Tatuquara y Caximba.
Se utiliza mucho el sistema de binarios (dos calles paralelas pero de sentidos únicos y contrarios), que a fin de cuentas, es mucho más barato y no degrada el paisaje urbano.

### Bicicletas
La ciudad tiene una razonable red de ciclovías que, básicamente, conecta los parques y lugares públicos de la ciudad. Hay una estimación de que esta cuenta con alrededor de 120 km de ciclo-rutas de acuerdo con el Instituto de Urbanismo de Curitiba (IPPUC).
Mapa de la red de ciclovías de Curitiba: (enlace roto disponible en Internet Archive; véase el historial, la primera versión y la última).

### Autobús

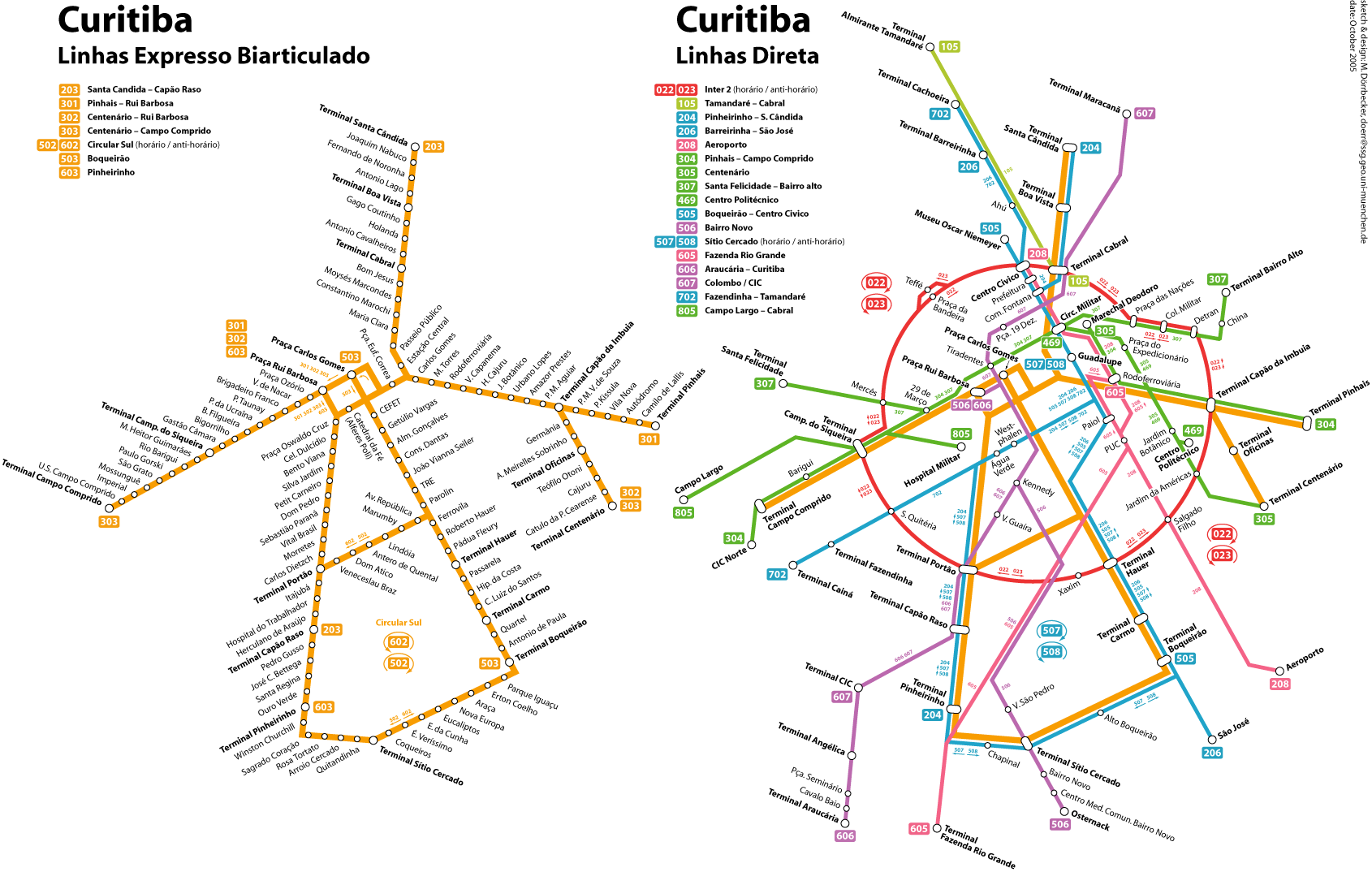
Diagrama de las líneas de autobuses y terminales de transporte colectivo de Curitiba.

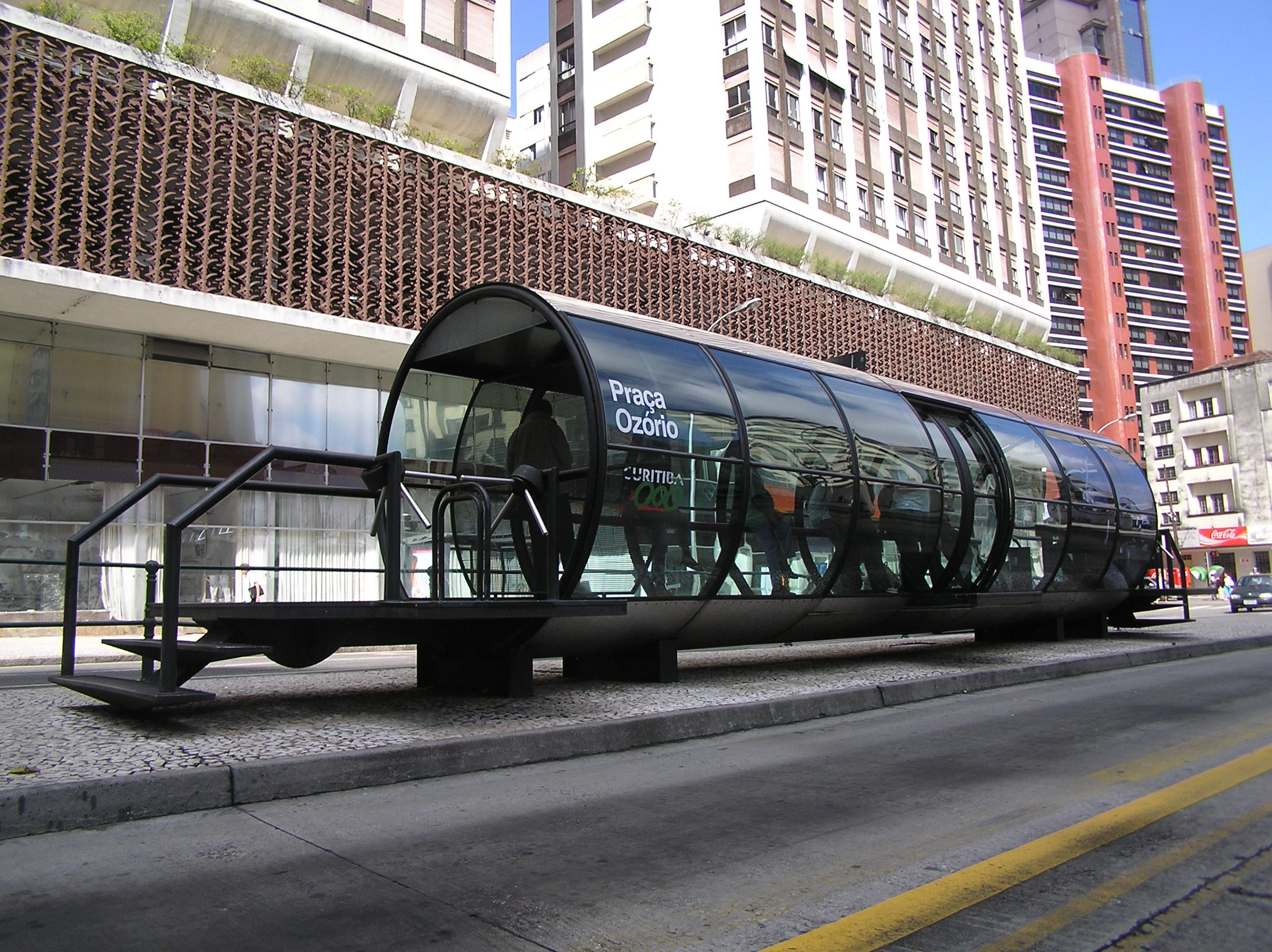
Las modernas paradas de autobús de la ciudad

El sistema de autobuses de Curitiba es, según diversos analistas, uno de los más modernos y eficientes de Brasil. Sin embargo, la alta elección de vehículos particulares por parte de los ciudadanos evidencia problemas en el sistema existente, el cual algunos analistas creen saturado. Muchos apuntan la necesidad de un sistema más veloz y confortable, como el metro.
El sistema de autobuses está compuesto por terminales estratégicamente localizadas en los principales barrios de la ciudad, que están conectadas entre sí por carriles exclusivos para autobuses expresos.
Además de la conexión por autobús expreso, las terminales están provistas de autobuses alimentadores, que componen la ramificación secundaria de este sistema de transporte de masas. Además, otra categoría de autobuses expresos (los llamados ligeirinhos) proporcionan un rápido intercambio de pasajeros entre una terminal y otra, pues sus trayectos carecen de paradas intermedias.
Con la implantación (iniciada en enero de 2007 y cuya conclusión se espera para mediados de 2008) del sexto eje (Línea Verde), el Sistema integrará las líneas ya establecidas (Sur, Boqueirão, Este y Norte), además de desplazar el flujo de las líneas Norte-Sur y atender directamente a dos ciudades de la región metropolitana (Colombo y Fazenda Rio Grande) e indirectamente a otras 7 ciudades limítrofes (São José dos Pinhais, Araucária, Mandirituba, Quitandinha, Quatro Barras, Campinha Grande do Sul y Bocaiuva do Sul).

### Taxis

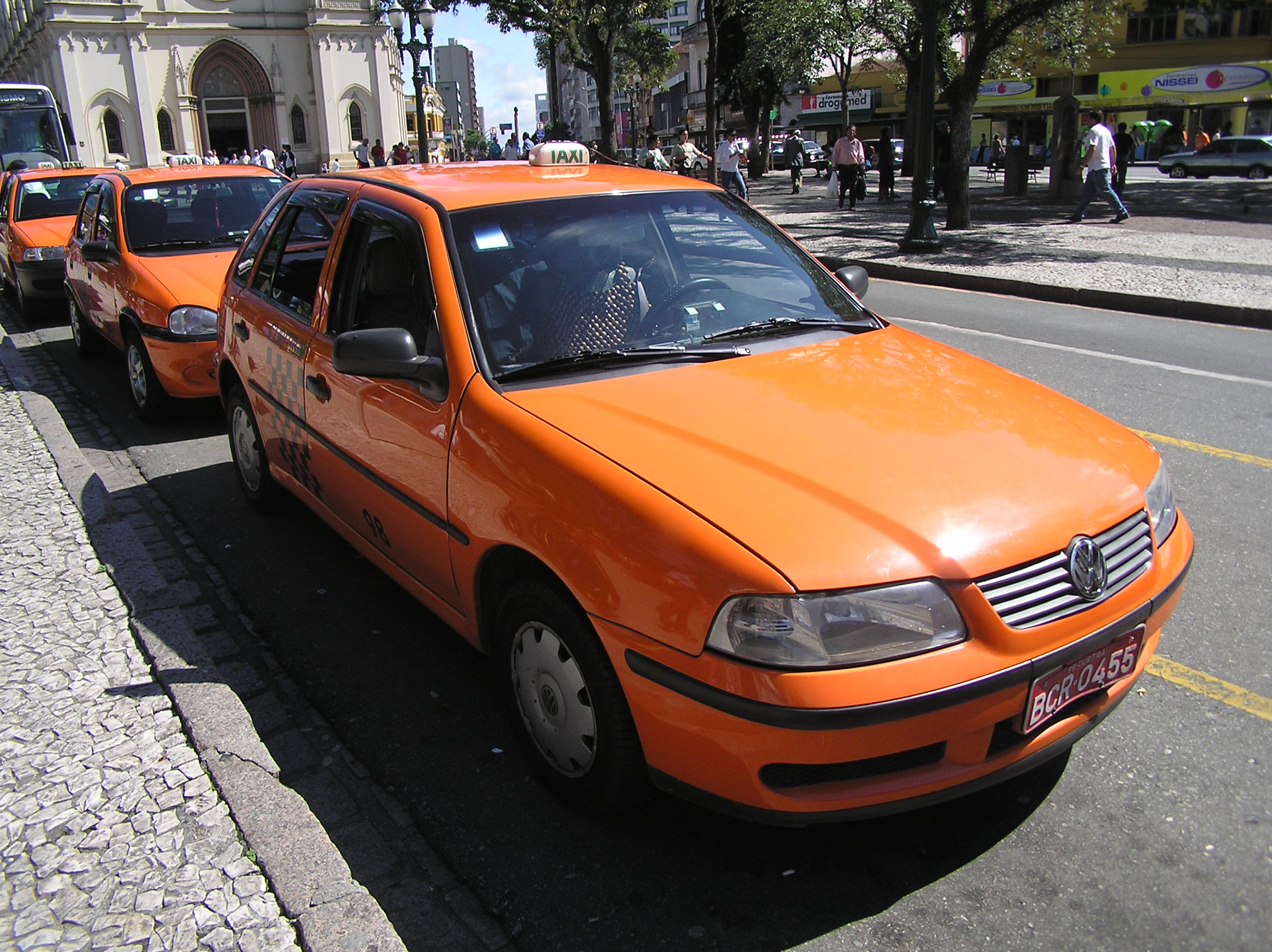
Taxis de Curitiba.

Los taxis de Curitiba son de color naranja, con un motivo de ajedrez negro en los laterales y algunos detalles en negro en los parachoques. La ciudad posee una flota de 2300 vehículos, que se dividen en 3 categorías:
- común
- especial
- deficientes

### Carreteras
La principal carretera que conecta Curitiba a otros puntos del país es la BR-116 que, durante muchos años dividió la ciudad en dos porciones (una norte y otra sur), atravesando los barrios de Pinheirinho, Uberaba, Cristo Rei y Atuba, entre otros, en el sentido Porto Alegre-São Paulo. En la actualidad el trayecto urbano de esta carretera se ha desviado por una serie de contornos, entre los que destaca el Contorno Sur, que atraviesa el barrio Umbará.
La ciudad se comunica con el litoral de Paraná gracias a la BR-277, que atraviesa la Serra do Mar hasta Paranaguá (aunque exista, con carácter secundario, la conexión de la ciudad al litoral por la histórica Estrada da Graciosa (PR-410), cuyo trayecto se inicia en el vecino municipio de Quatro Barras). Curitiba se comunica con el interior del estado mediante la Rodovia do Café, en el tramo paranaense de la BR-376.
Existen diversas carreteras secundarias y estatales que conectan la ciudad a otras localidades, como la Rodovia da Uva - PR-417 (Colombo), la Rodovia dos Minérios (Almirante Tamandaré y Vale do Ribeira), la Rodovia do Xisto (São Mateus do Sul y sureste del estado) y la Estrada do Cerne - PR-090 (Campo Magro y norte del estado).

### Sendas y caminos
En la formación histórica de Curitiba, antes de la invención de los vehículos de tracción mecánica, el trayecto de mercancías venidas del litoral (principalmente de Paranaguá, Morretes y Antonina) se hacía por medio de la tracción animal (lomo de burro) o con cargadores humanos (indios y esclavos) en caminos y sendas abiertos en la maleza por indios y mineros. Los principales caminos coloniales que conectaban a la ciudad al litoral eran el Caminho do Itupava, el Caminho do Arraial y el Caminho da Graciosa, este último actualmente sustituido por la carretera homónima.

### Vías férreas
Curitiba se encuentra atravesada por algunas vías férreas, dedicadas en su mayoría al transporte de cargas.
- Ramal Norte - conexión con Rio Branco do Sul: transporte de cal y cemento proveniente de las actividades de la minería
- Ramal Sur - conexión con Ponta Grossa y norte de Paraná: transporte de granos.
- Ramal Este - conexión con Paranaguá: transporte de granos y aceites vegetales.

En la actualidad, la única línea de tren dedicada al transporte de pasajeros tiene connotación turística. El trayecto se realiza entre Curitiba y Paranaguá, con parada en Morretes.
Existe un proyecto de transferencia de toda la red urbana de trenes a la región metropolitana, con el objetivo de desviar el tráfico del área central y proximidades de Curitiba, en vistas a la seguridad y agilidad del flujo de trenes y vehículos.

### Transporte aéreo

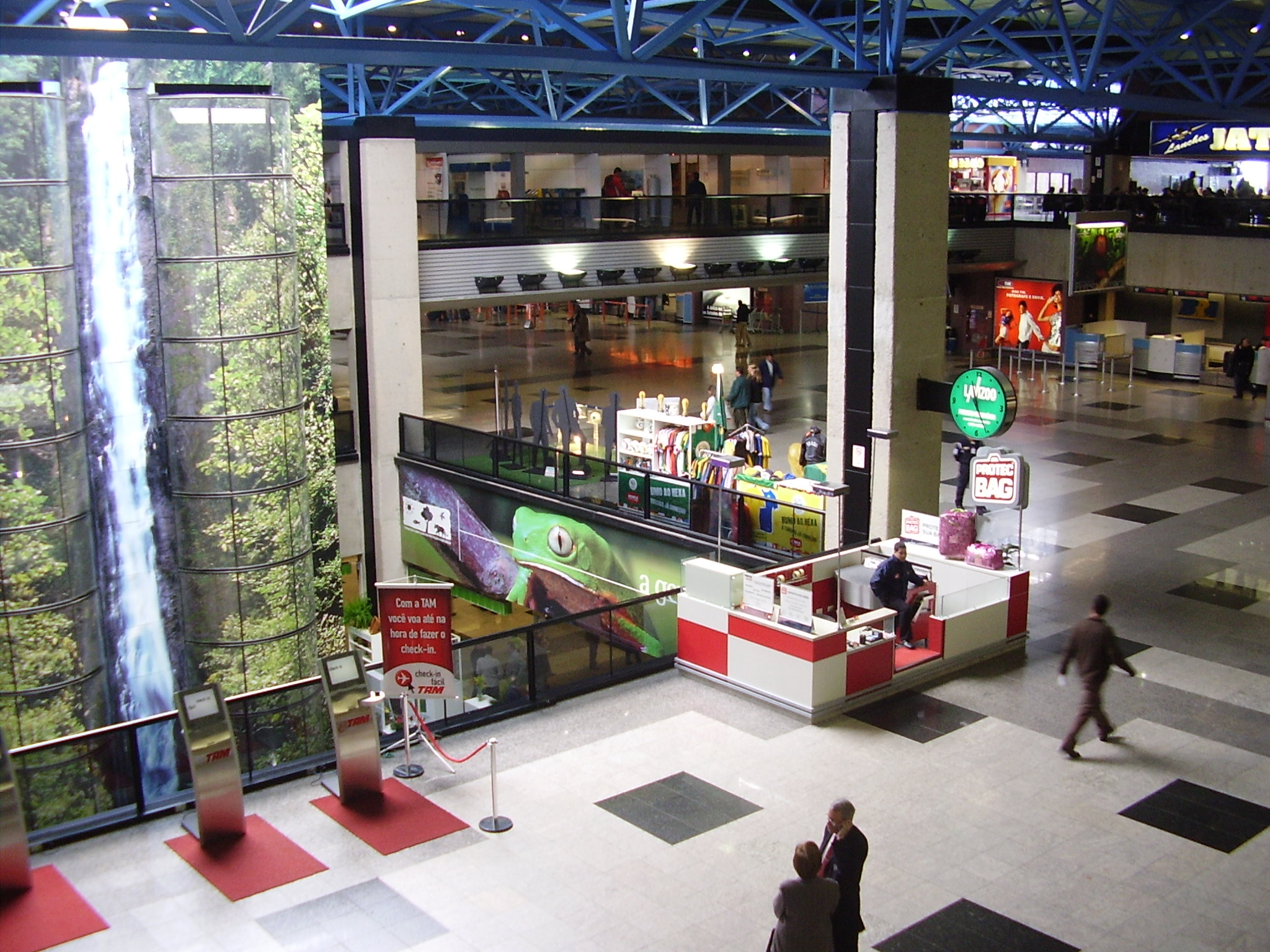
Vista del Aeropuerto Internacional de Curitiba.

Aeropuerto Internacional de Curitiba
El acceso aéreo a Curitiba se hace principalmente a través del Aeropuerto Internacional Afonso Pena, localizado en la contigua ciudad de São José dos Pinhais. El aeropuerto se encuentra a aproximadamente 25 kilómetros del centro de Curitiba. El acceso se efectúa a través de la avenida das Torres (avenida Comendador Franco) a la cual se puede acceder en coche, taxi o mediante dos líneas de autobuses: Ligeirinho Aeroporto y Executivo.
Aeropuerto de Bacacheri
Curitiba posee otro aeropuerto, el Aeropuerto de Bacacheri, localizado en el Barrio Bacacheri. Se localiza junto con el centro de mandos del tráfico aéreo brasileño, el CINDACTA II, que es responsable del tráfico aéreo de la región Centro-Sur del país. El Aeropuerto de Bacacheri recibe vuelos de aviones de menor importancia, en comparación con el Aeropuerto Internacional Afonso Pena.

## Parques, monumentos y lugares de interés

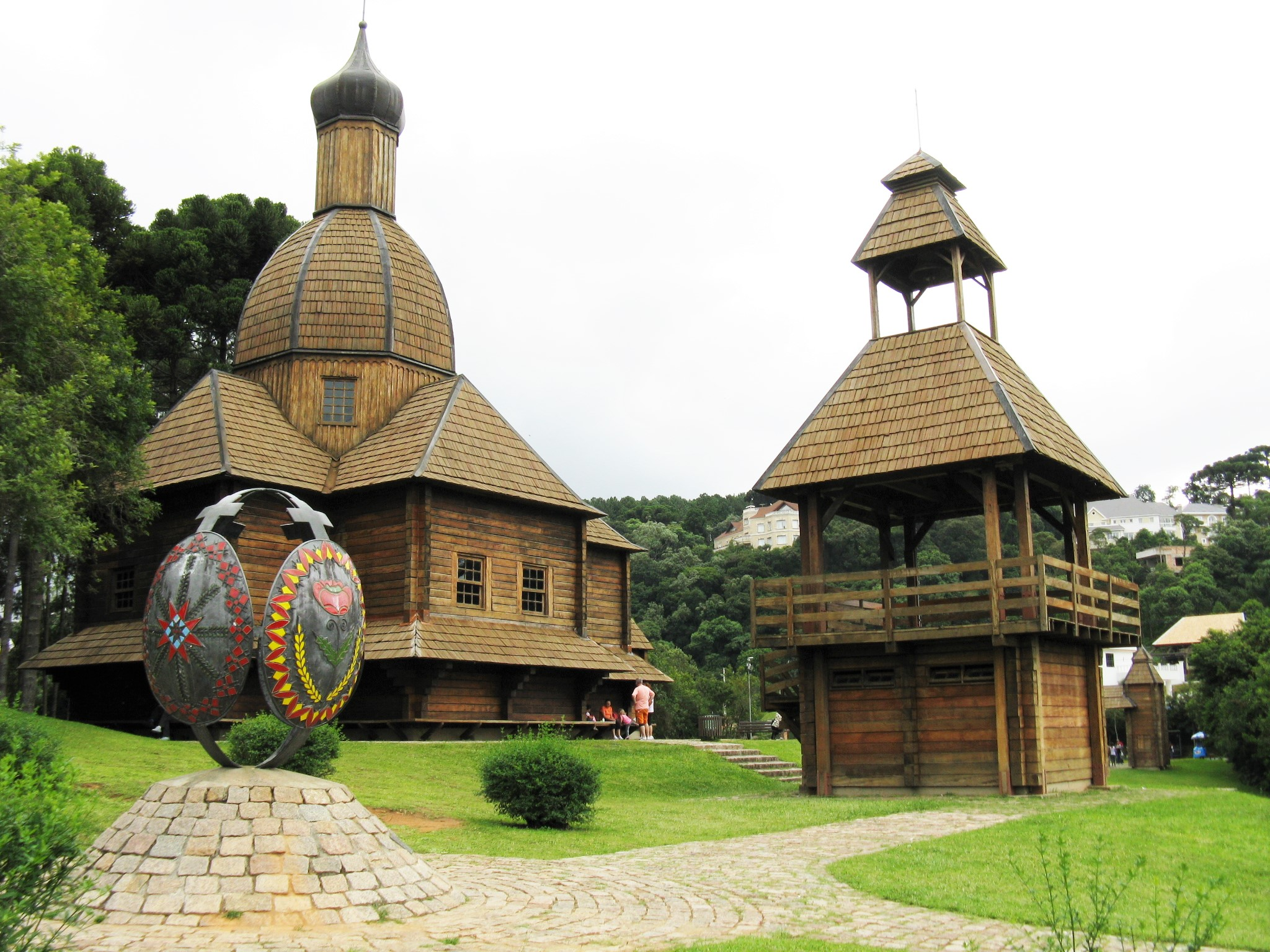
Parque Tingüi.
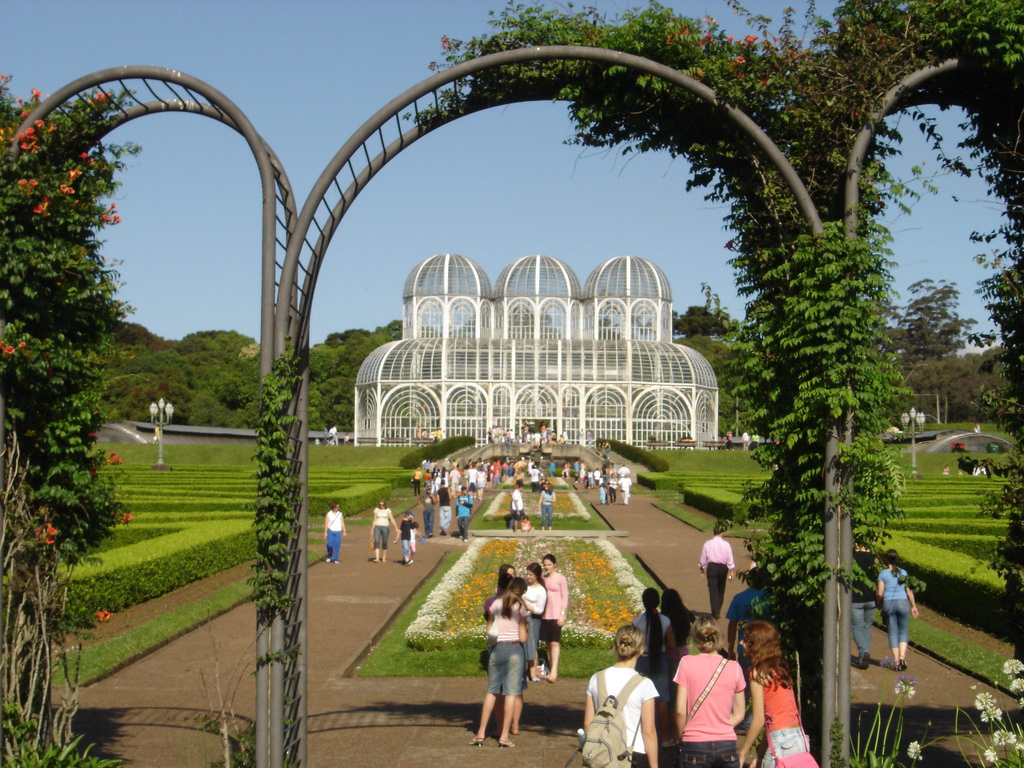
Jardín Botánico de Curitiba.
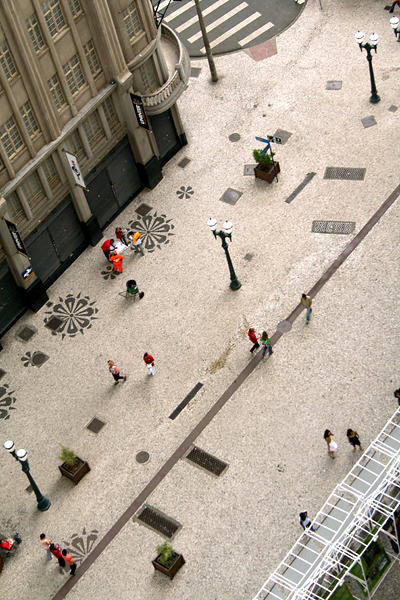
Rua XV de Novembro, calzada para peatones.
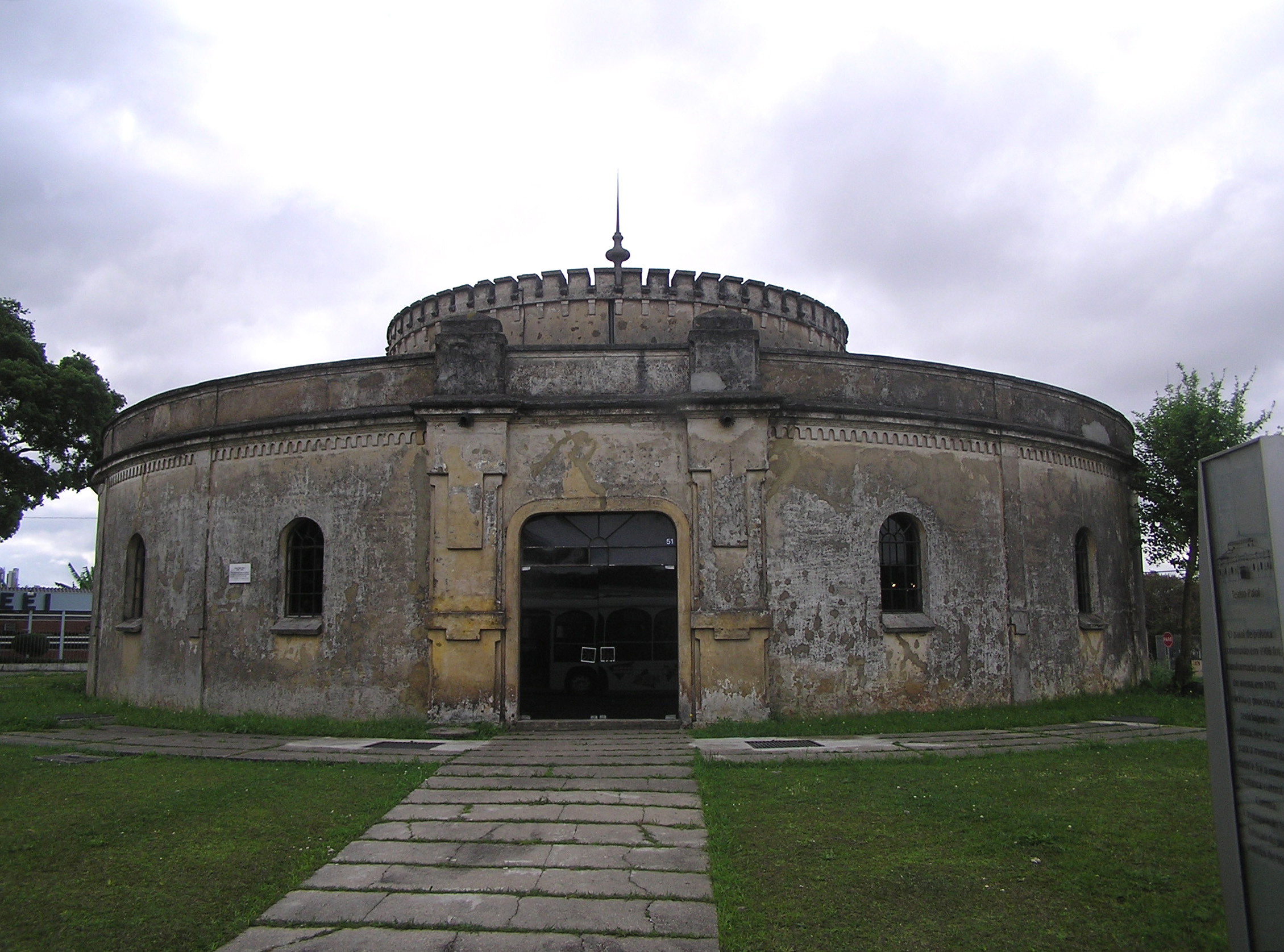
Fachada del Teatro Paiol.
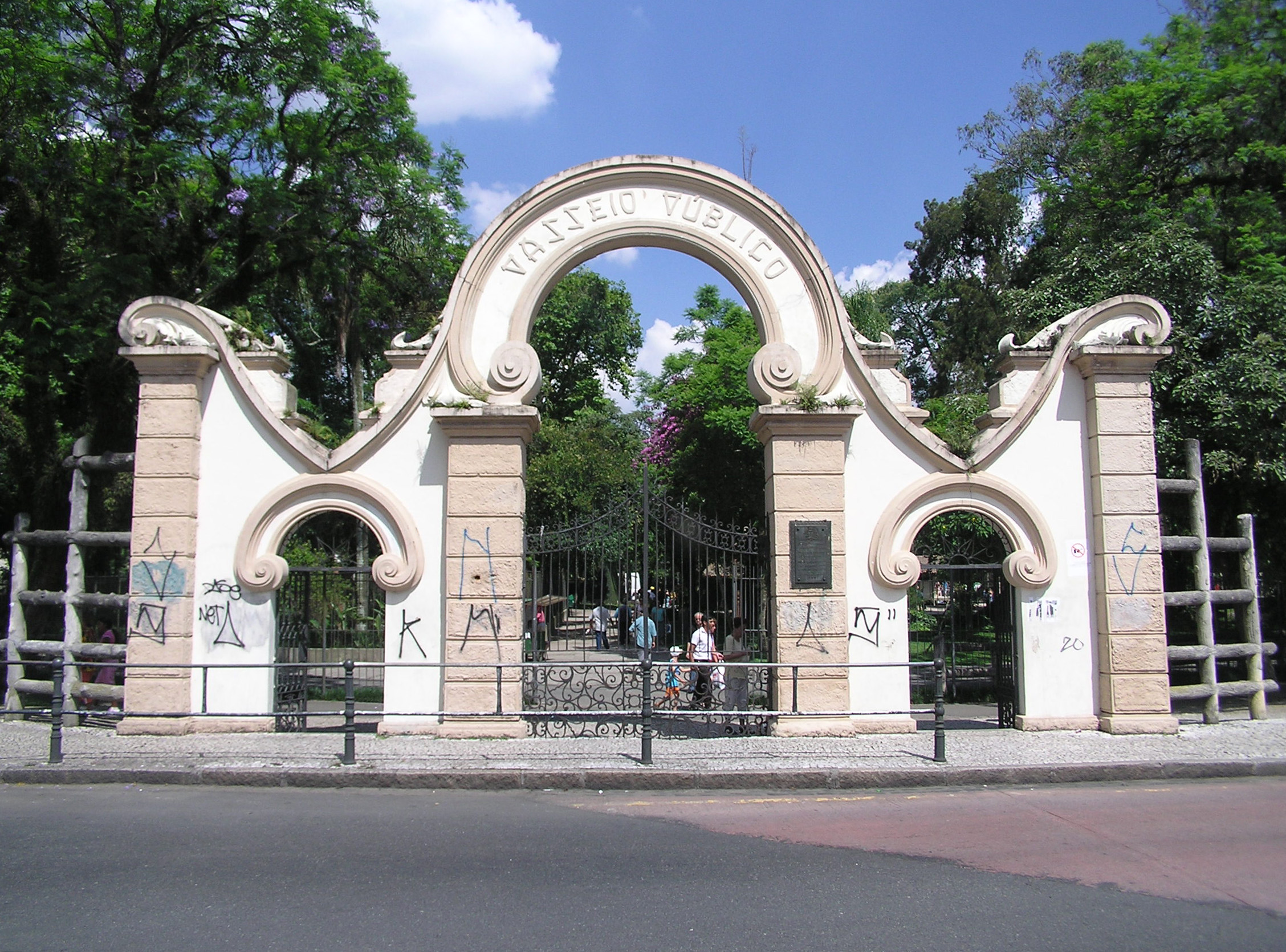
Fachada del Passeio Público
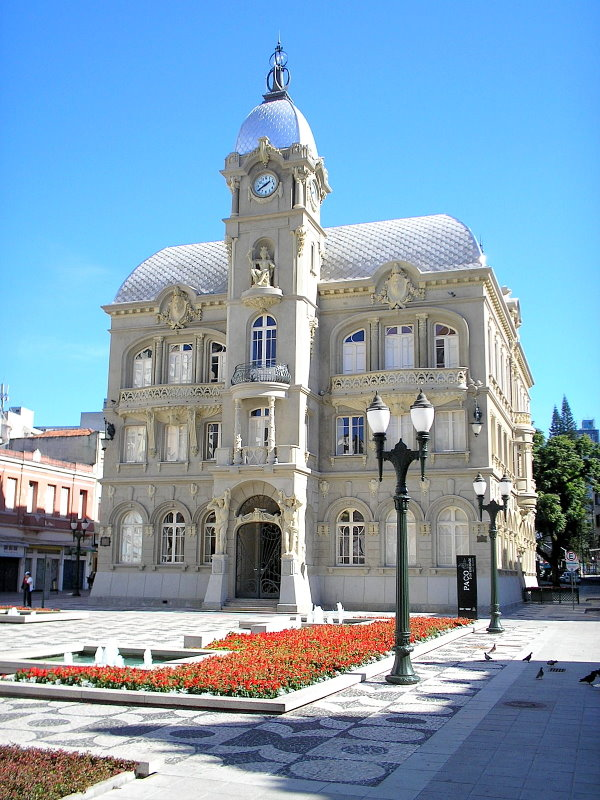
Paço de la liberdad.
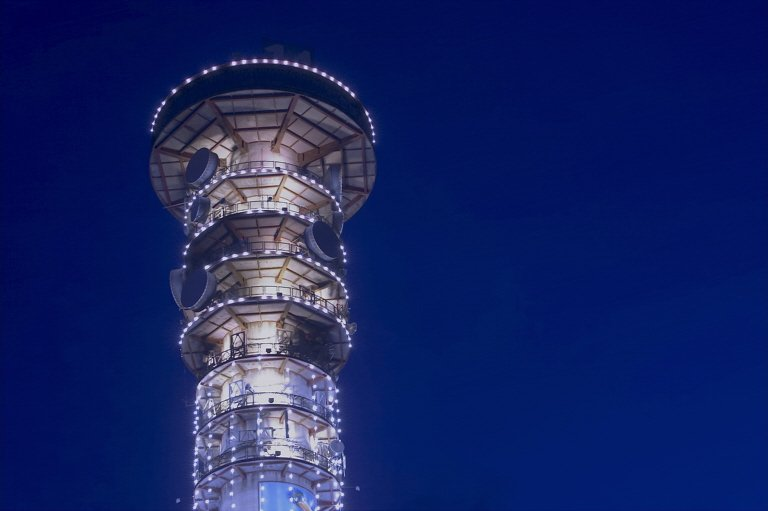
Torre de Telepar.
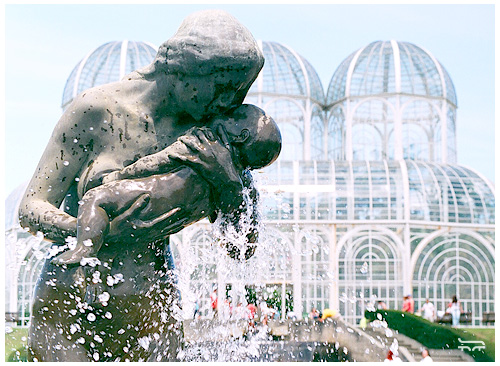
Jardín Botánico de Curitiba.
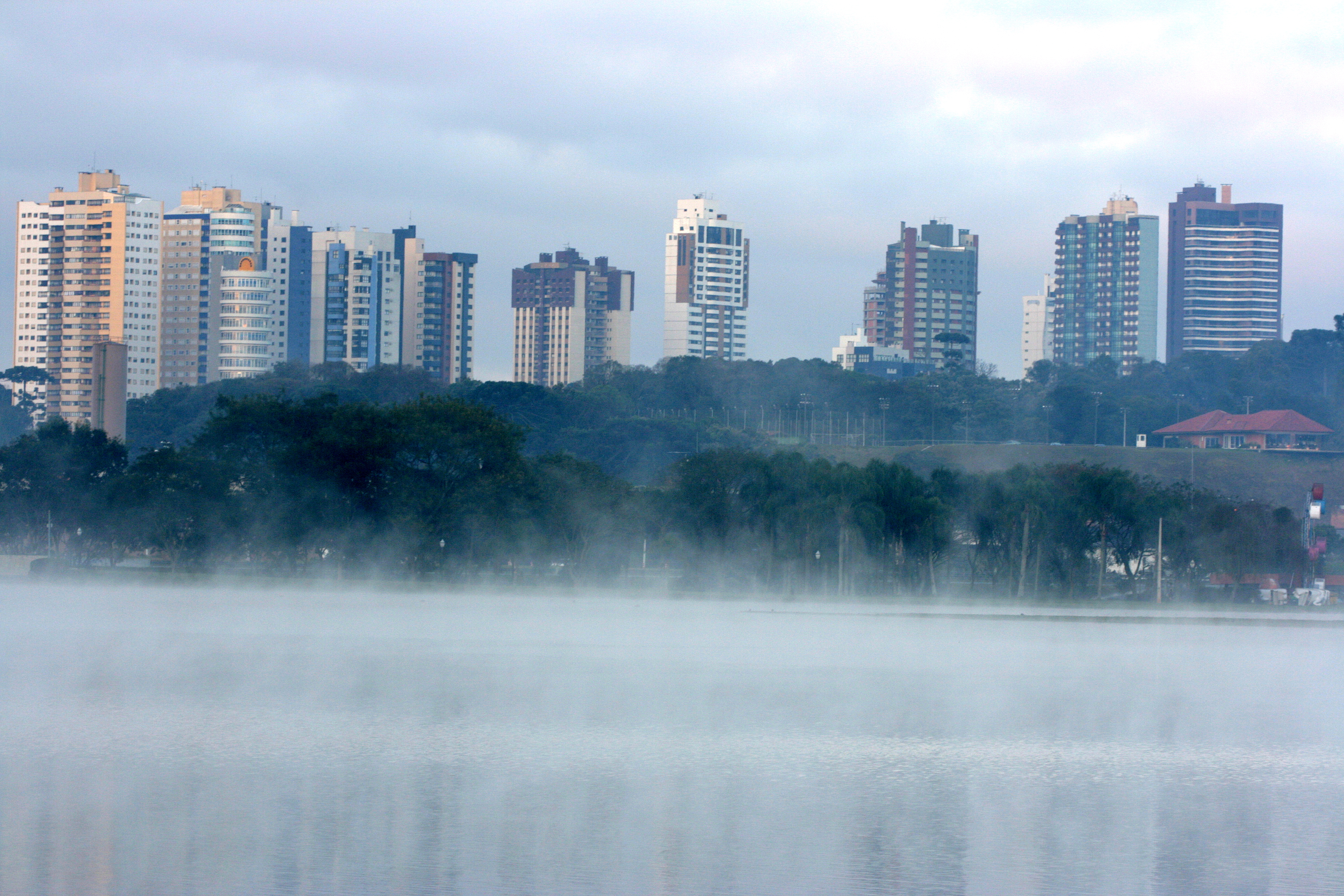
Parque Barigui.
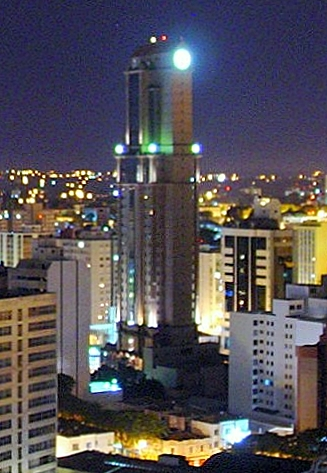
Curitiba Trade Center.
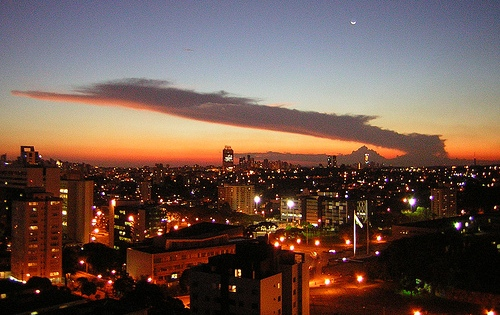
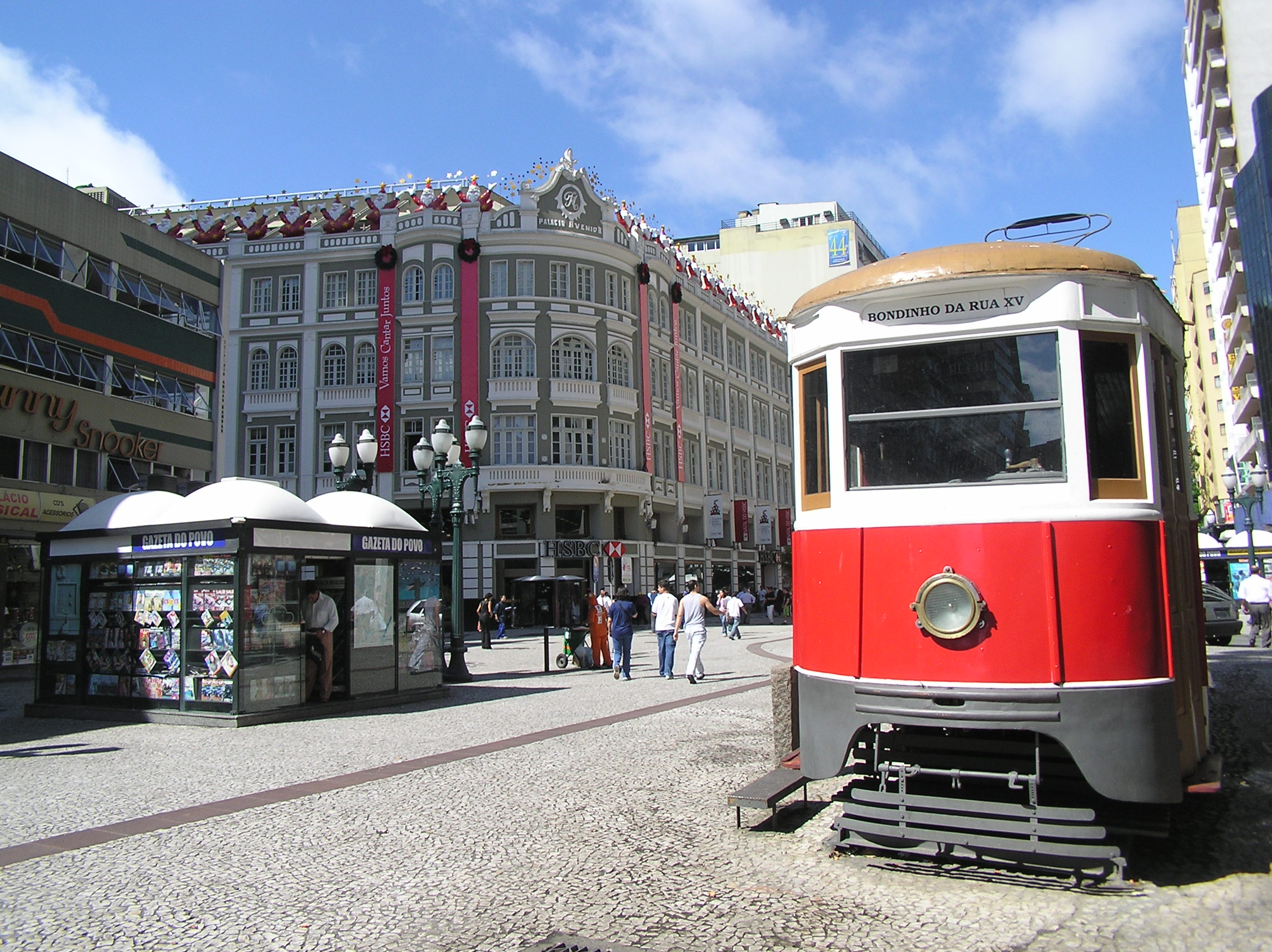
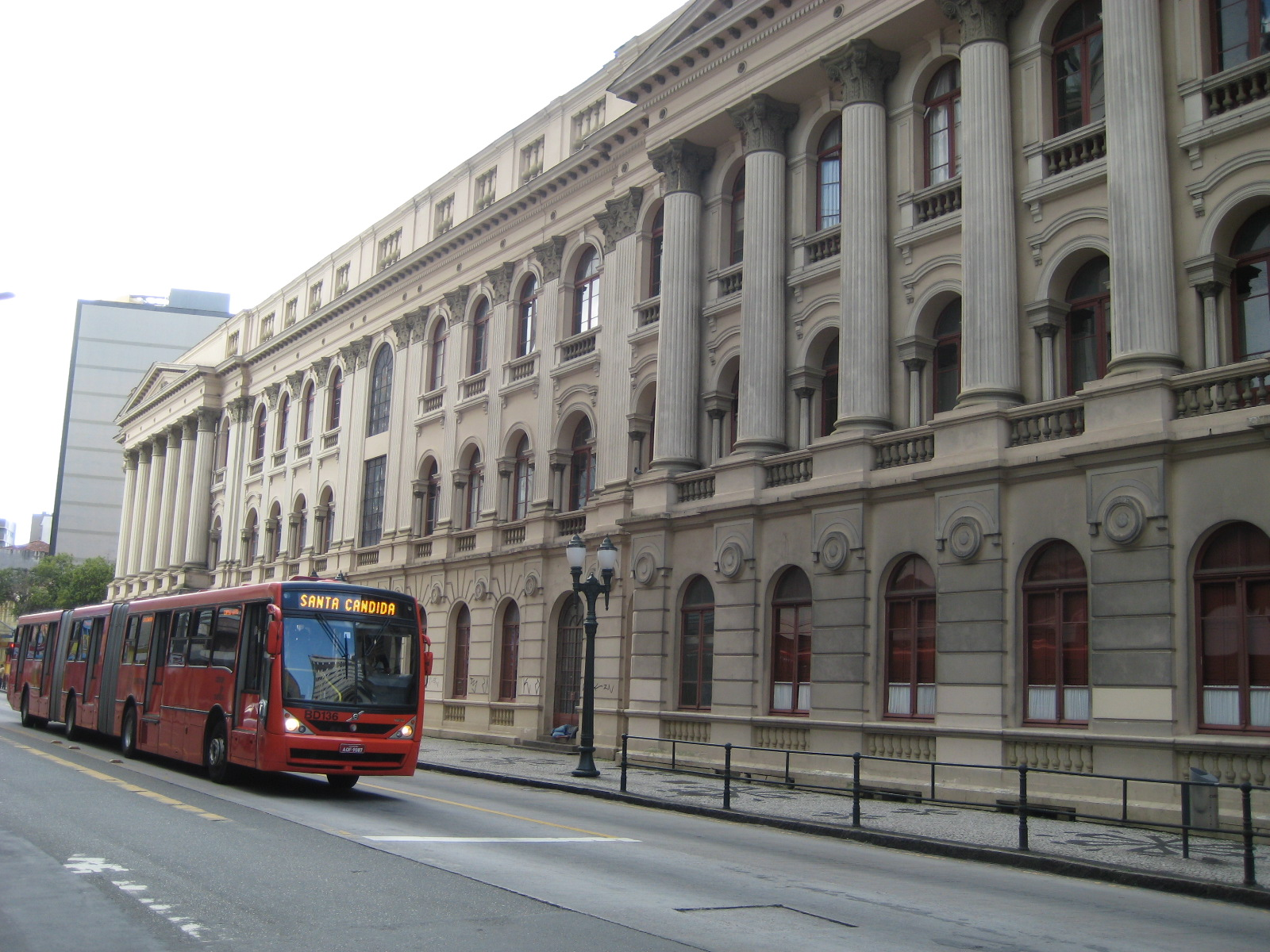
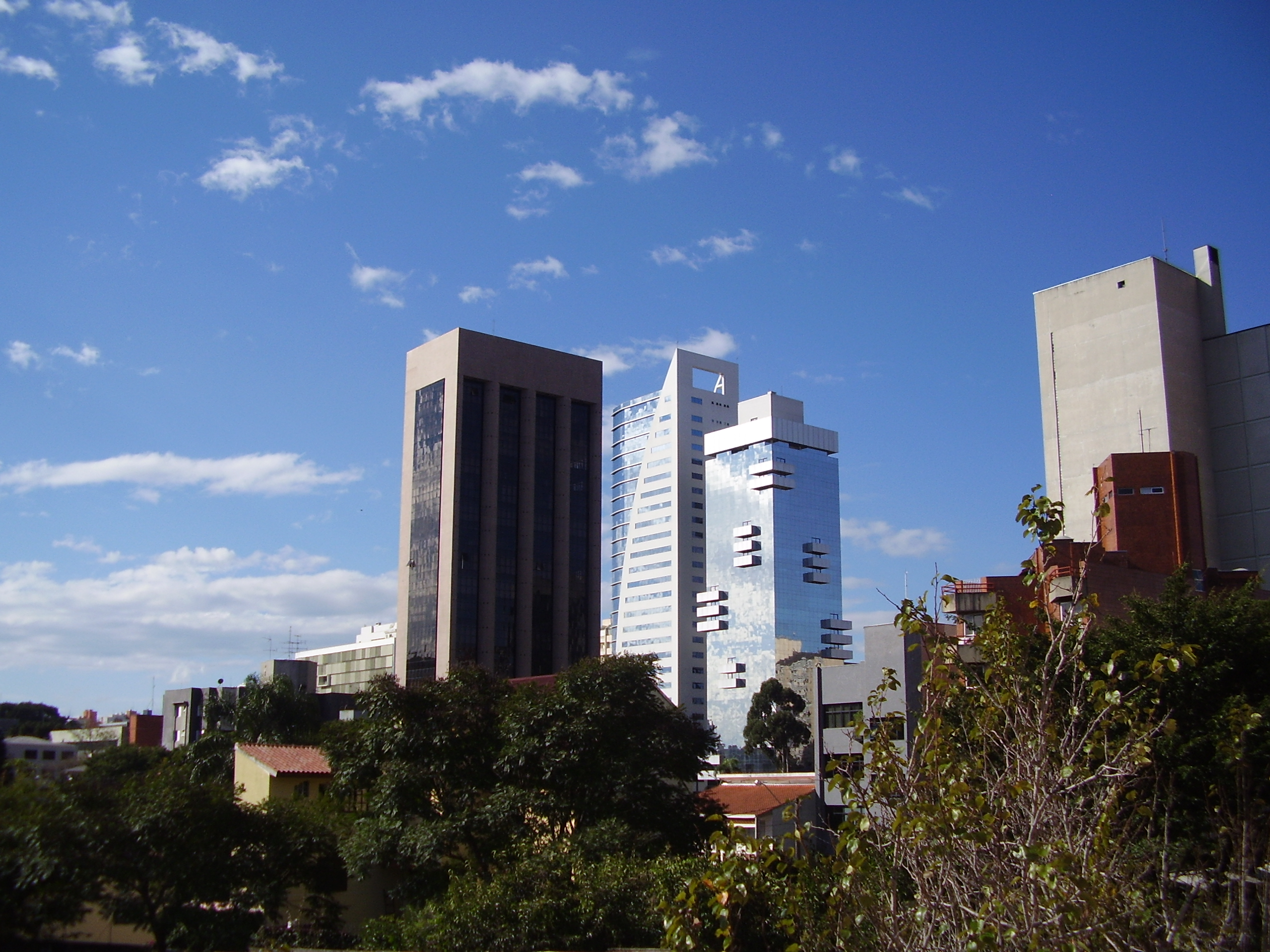
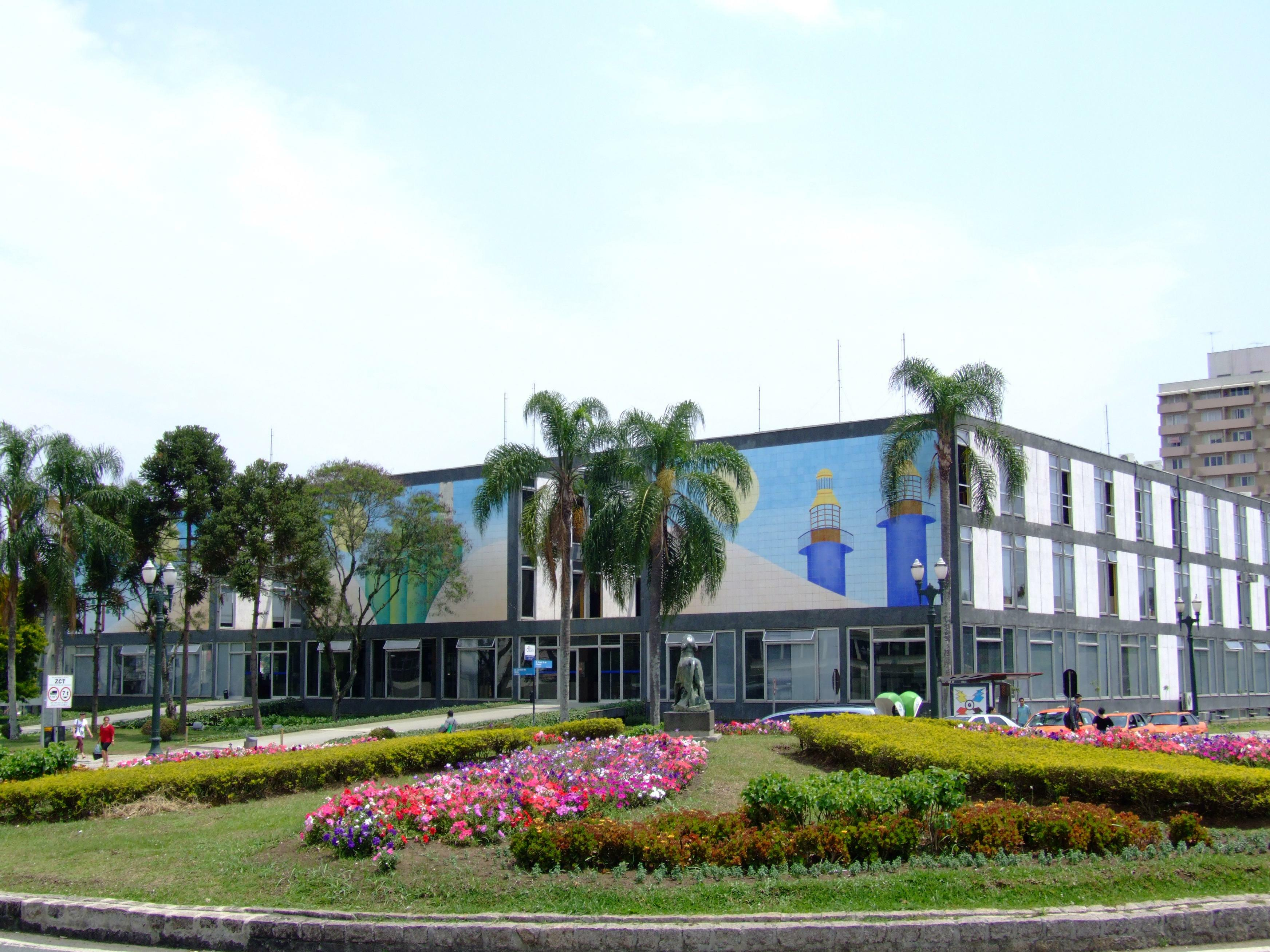
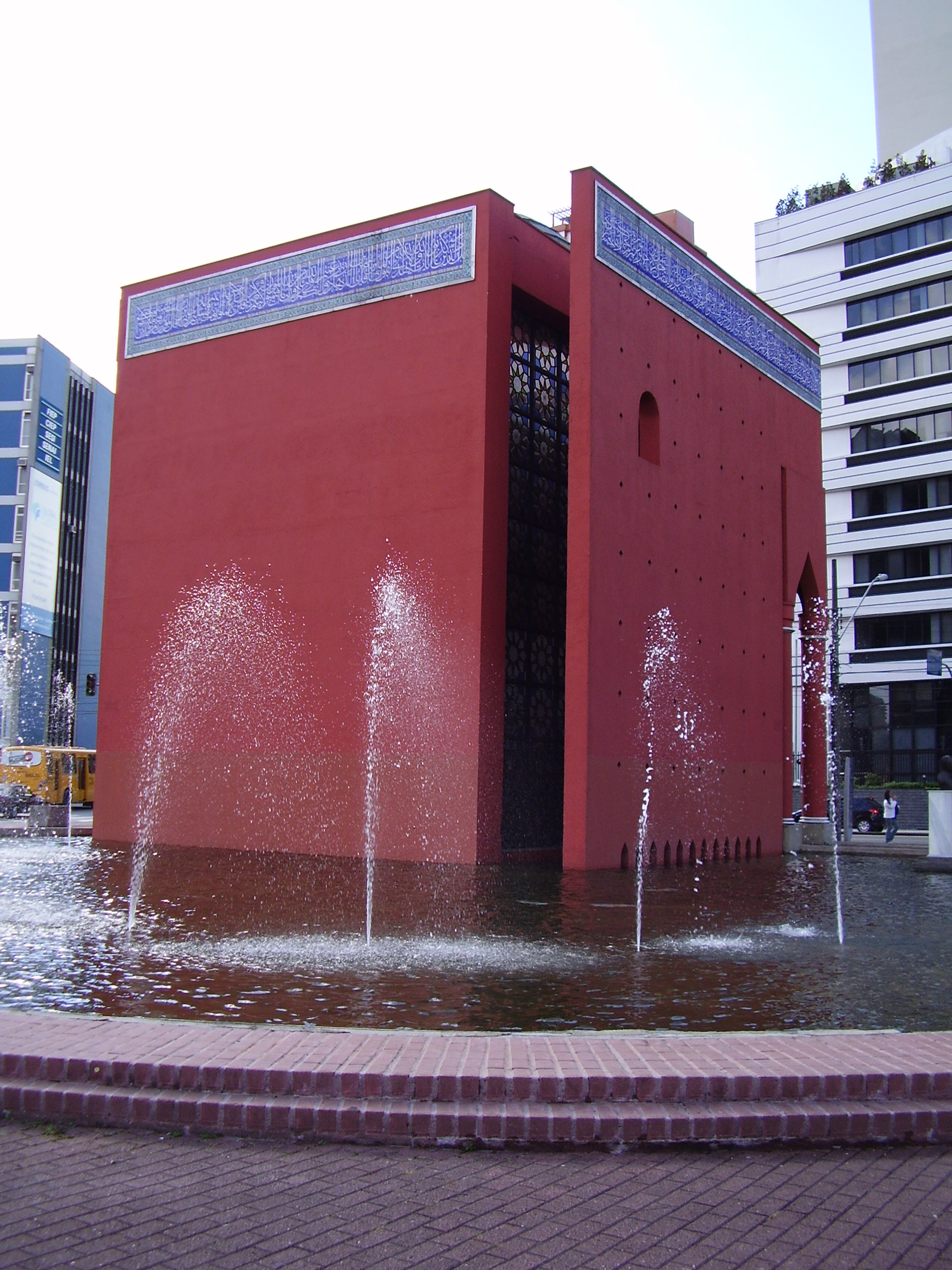
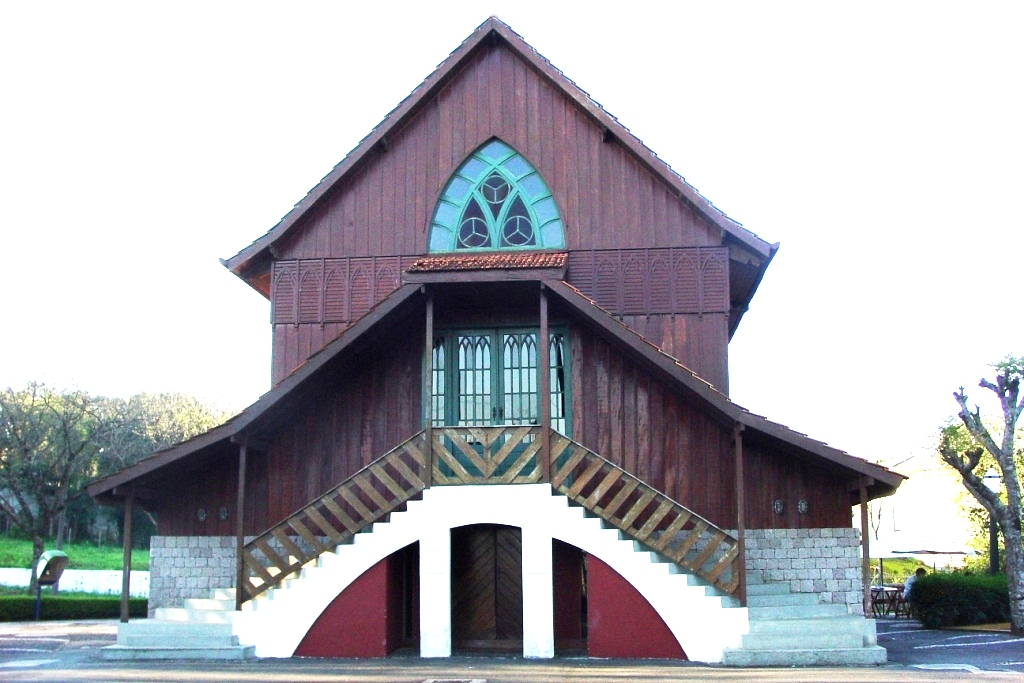
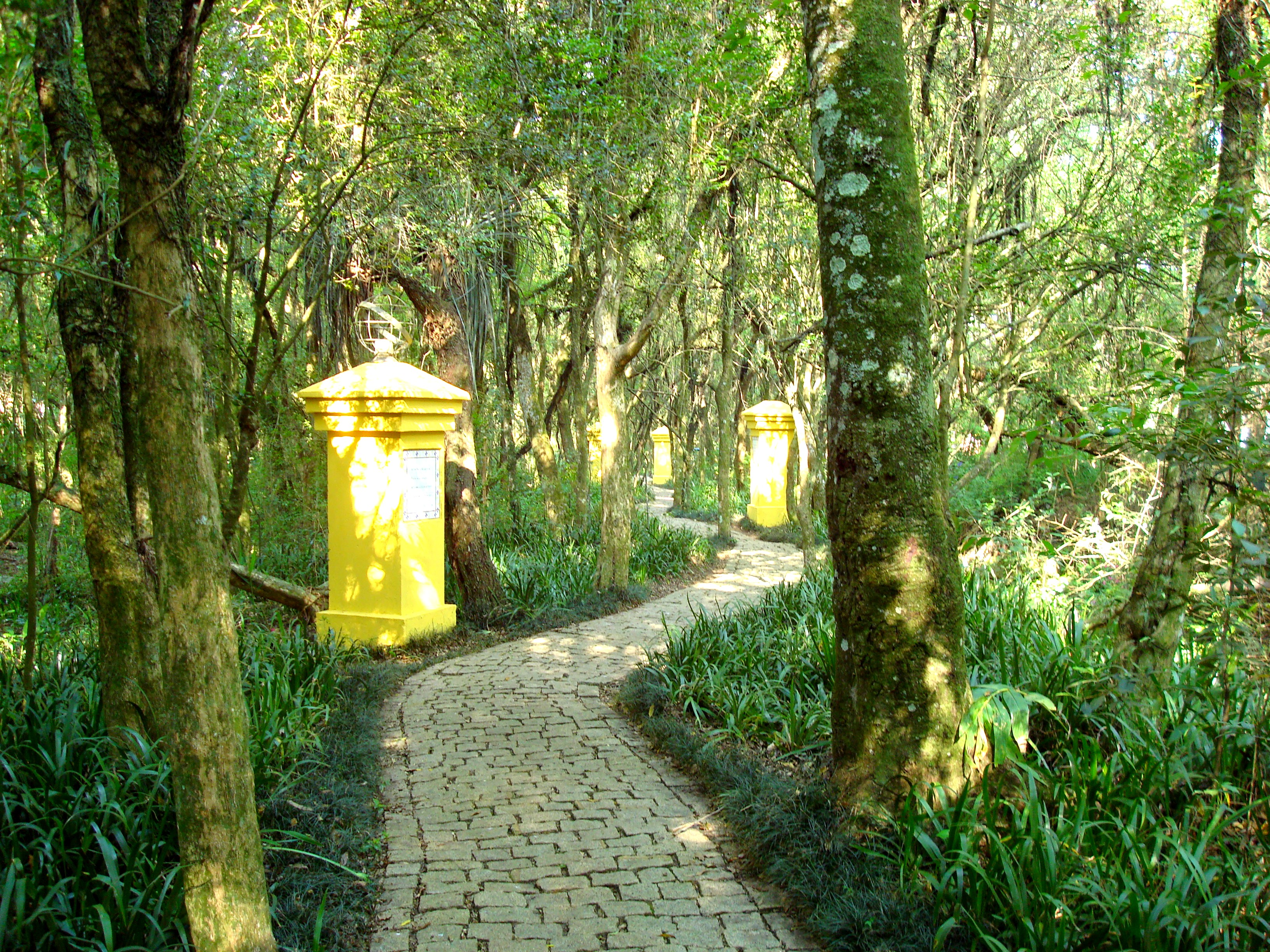
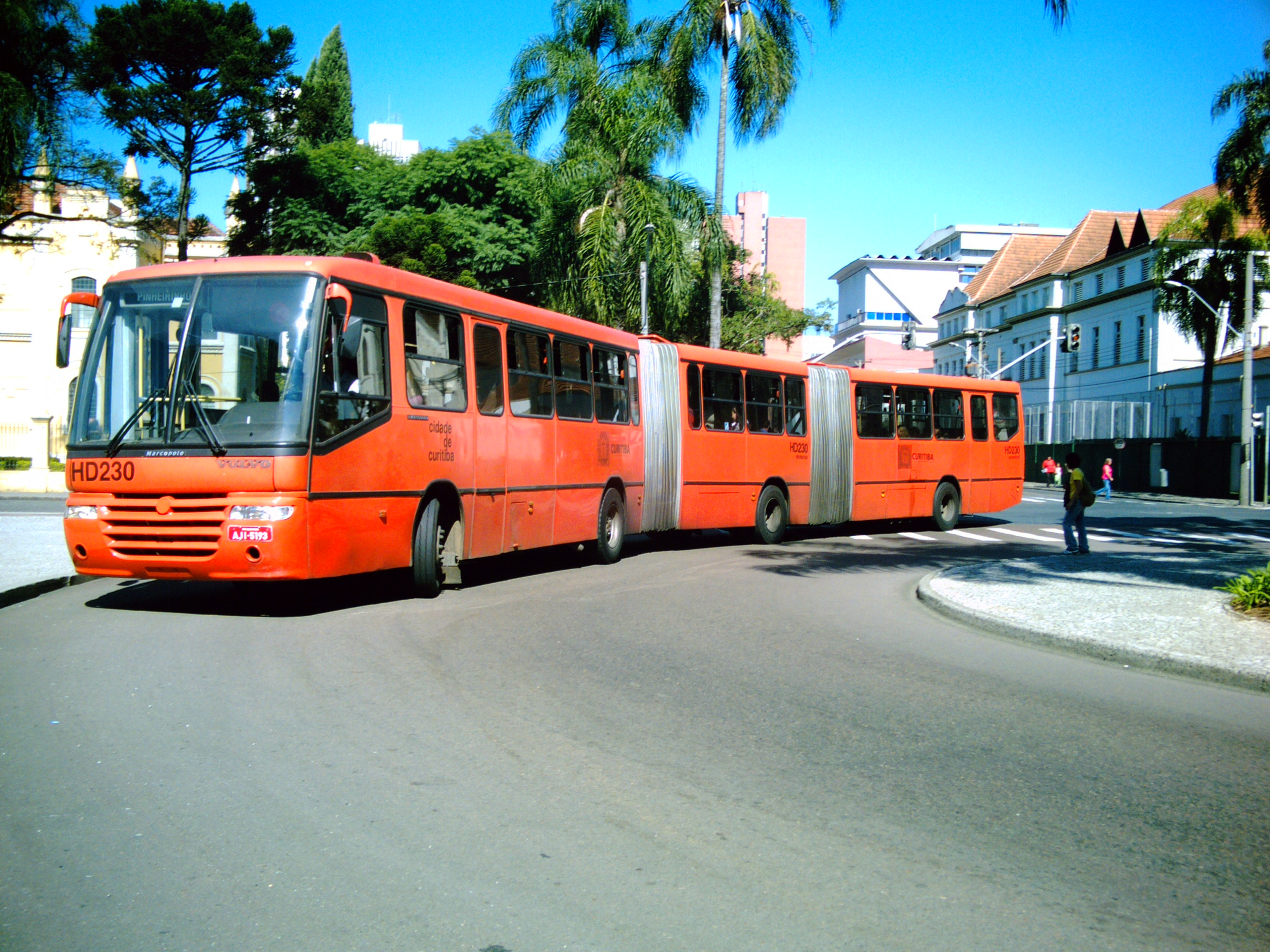
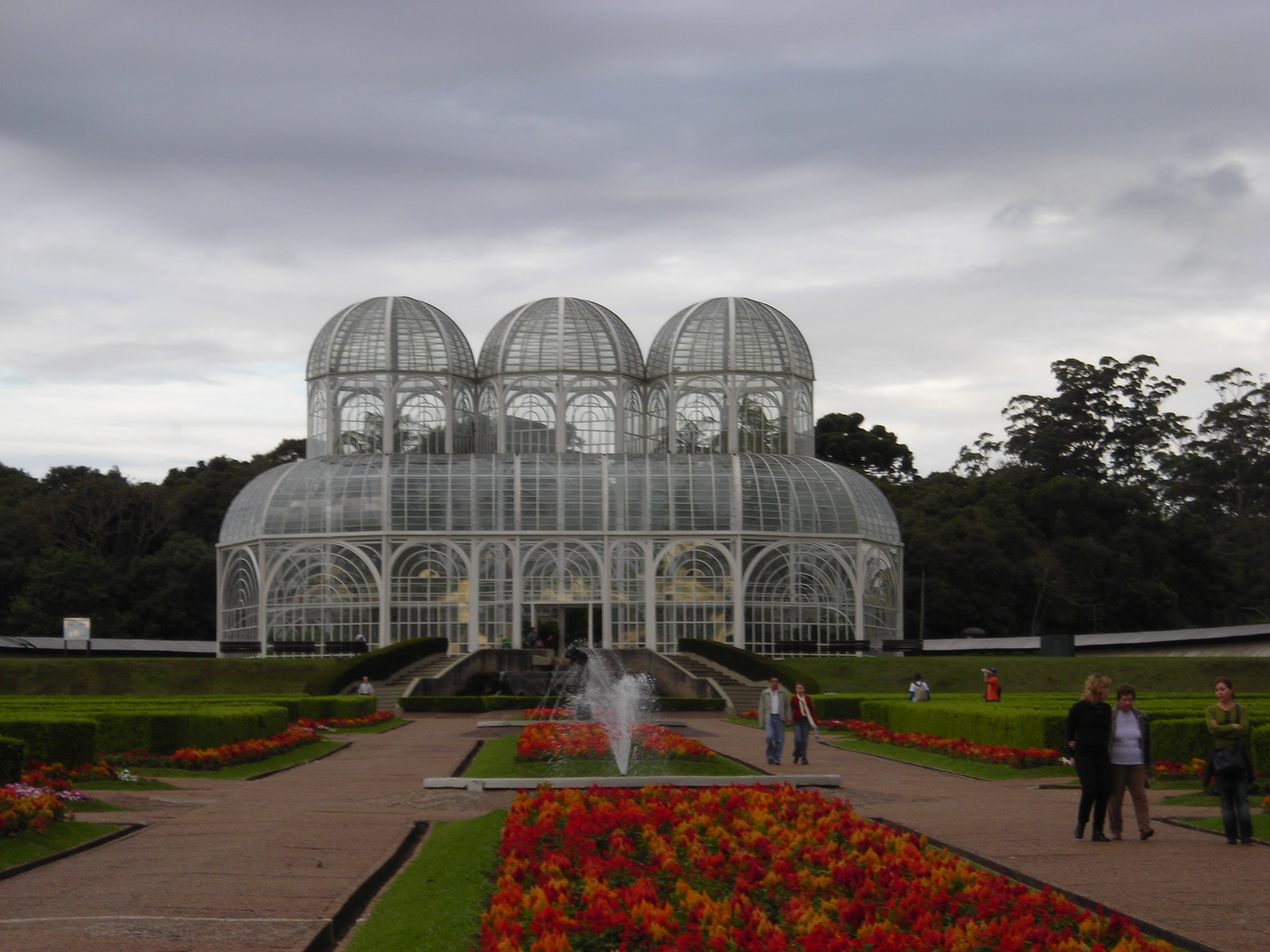
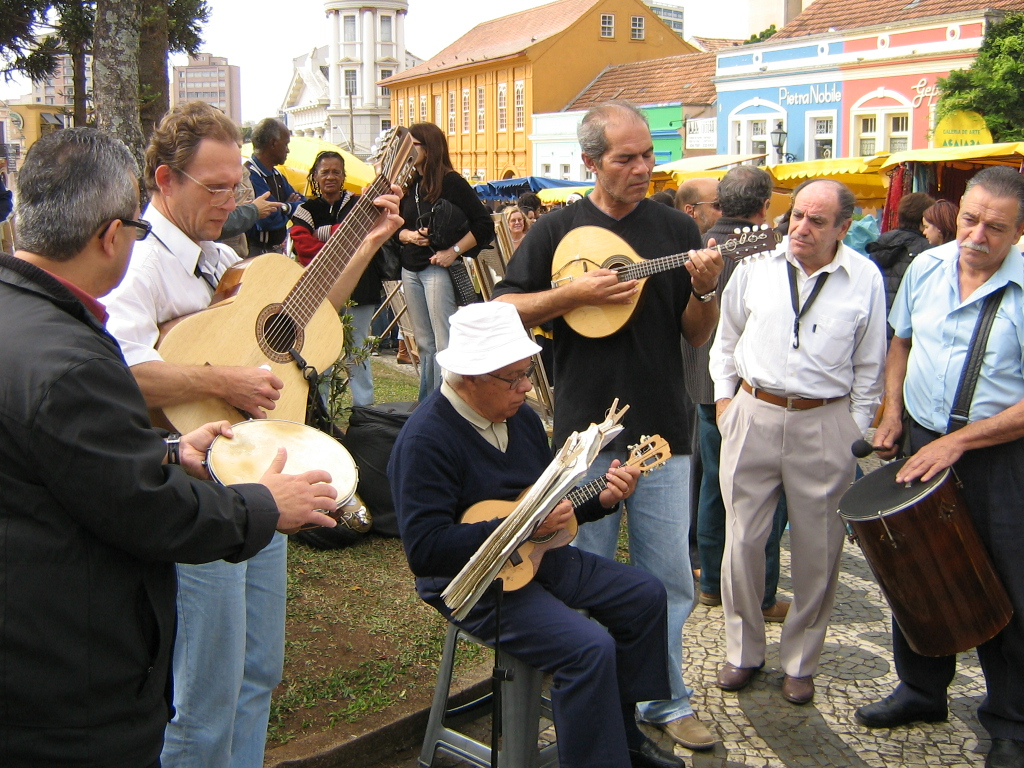
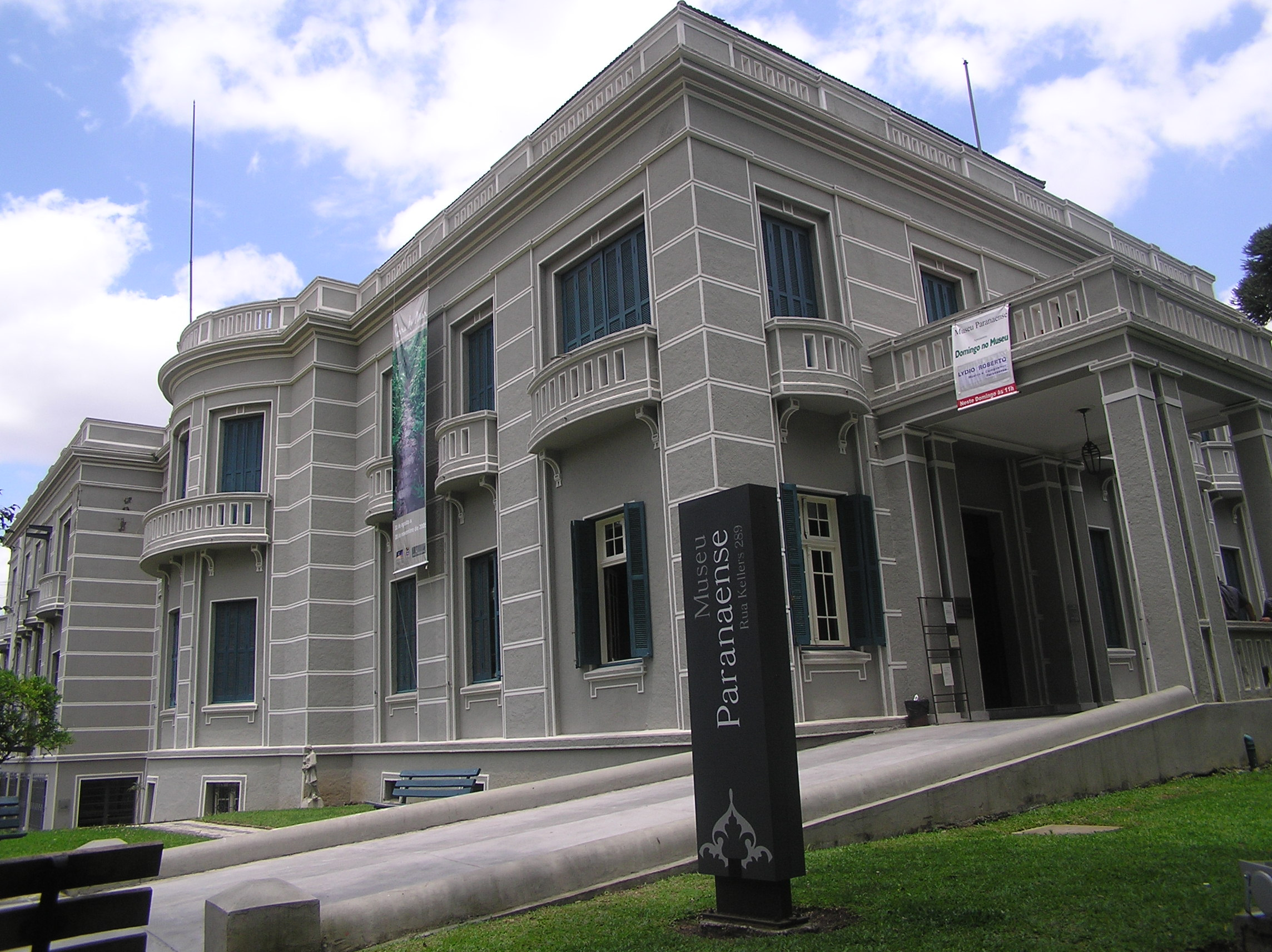
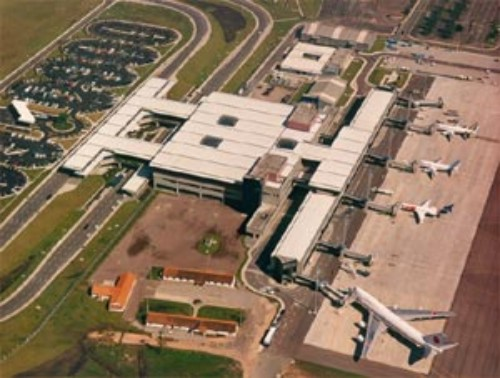
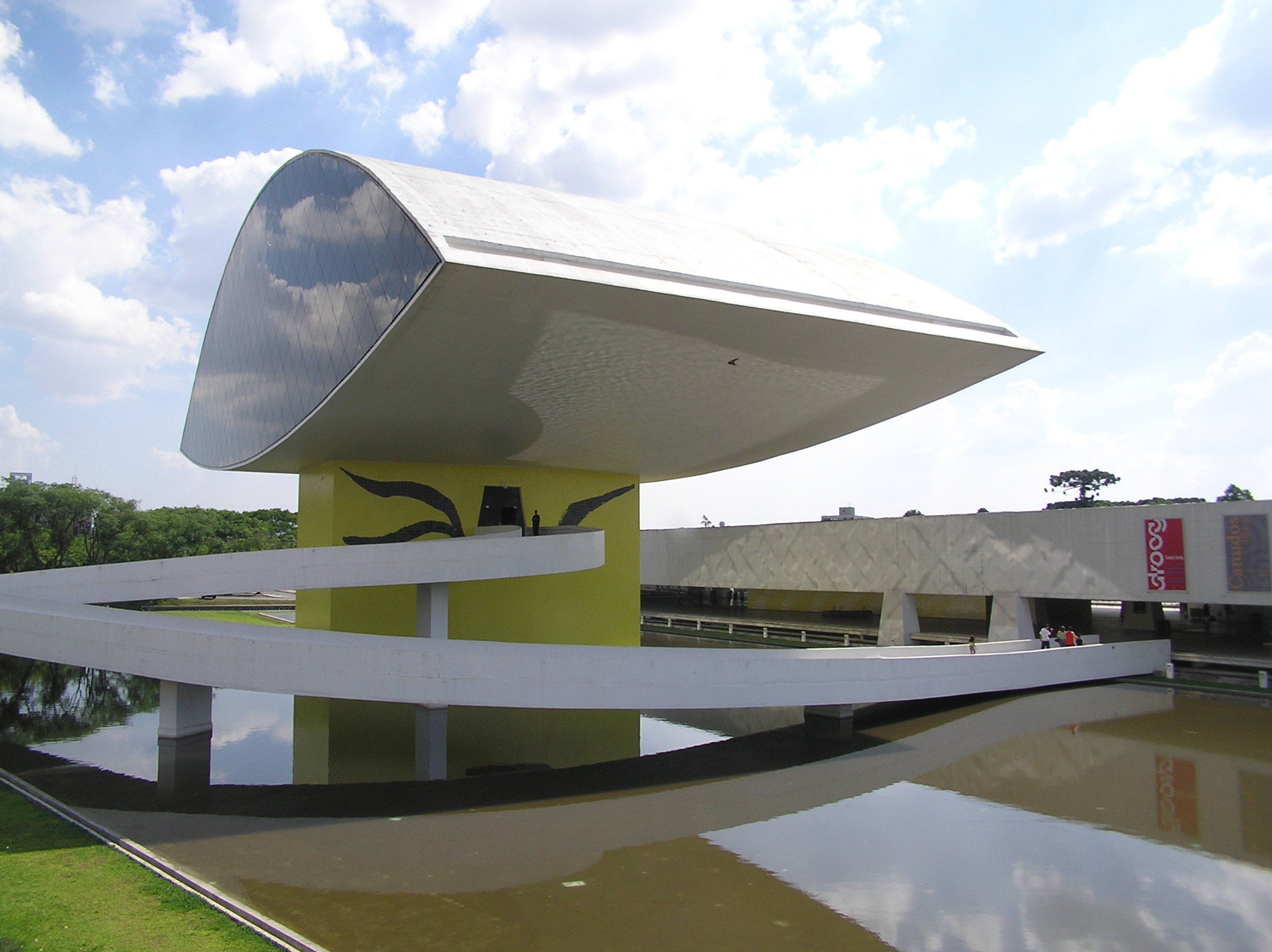
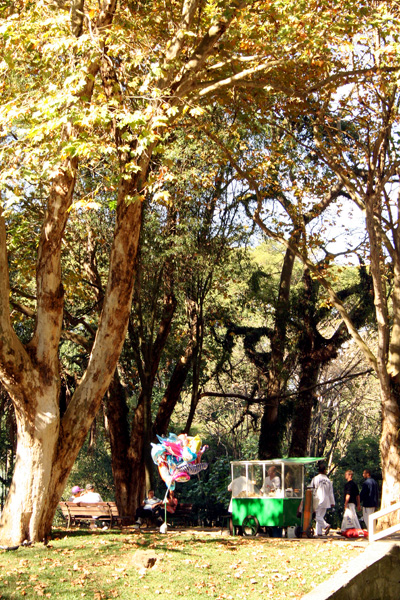

| Parques y bosques - Bosque Alemão - Bosque Boa Vista - Bosque Capão da Imbuia - Bosque da Fazendinha - Bosque Gutiérrez - Bosque Italiano - Bosque do Papa - Bosque do Pilarzinho - Bosque de Portugal - Bosque São Cristóvão - Bosque Zaninelli - Horto Municipal do Guabirotuba - Jardim Botânico de Curitiba - Parque Barigüi - Parque Municipal da Barreirinha - Parque Caiuá - Parque General Iberê de Mattos - Parque Passaúna - Parque Reinhard Maack - Parque São Lourenço - Parque Tanguá - Parque dos Tropeiros - Parque Tingüi - Parque do Trabalhador - Passeio Público - Universidade Livre do Meio Ambiente - Zoológico de Curitiba Lugares públicos - Praça 19 de Dezembro - Praça do Japão - Rua XV de Novembro Museos - Museu Oscar Niemeyer - Museu Paranaense - Museu do Expedicionário | Iglesias y templos - Catedral Basílica - Igreja da Ordem Monumentos - Fonte de Jerusalém - Fonte da Memória - Memorial Árabe - Memorial Ucraniano - Memorial da Cidade - Memorial Japonês - Memorial Polonês - Memorial Ucraniano - Memorial Italiano - Relógio das Flores Cultura - Biblioteca Pública - Farol do Saber - Ópera de Arame - Teatro Guaíra - Teatro José María Santos - Teatro Paiol Arquitectura - Palacio Avenida - Palacio Iguaçu - UFPR Otros - Mercado Municipal - Plaza de España - Rua da Cidadania - Rua 24 Horas - Santa Felicidade - Torre da Telepar - Feira do Largo da Ordem - Estádio Major Antônio Couto Pereira - Castelo do Batel - Arena da Baixada |

## Salud
En las últimas décadas, Curitiba ha se consolidado como centro regional de salud, al contar con diversos hospitales y clínicas públicas y particulares, de las más variadas categorías.
Algunos analistas apuntan que la ciudad es punto de parada del llamado turismo de salud (es decir, cuando una persona necesita desplazarse de su lugar de origen para obtener atención sanitaria).
Del conjunto de hospitales de Curitiba, destacan el Hospital de Clínicas de la UFPR, el Hospital Evangélico de Curitiba, el Hospital Erasto Gaertner (tratamiento de oncología), entre otros.

### Urgencias
La ciudad posee varios hospitales de urgencias, pero solo tres son públicos:
1) Municipales
- Cajuru (especialidad en traumas)
- Evangélico (especialidad en quemaduras)

2) Estatal
- Do Trabalhador

### Hospitales
- Hospital de Clínicas (especialista en trasplantes)
- Hospital Cajuru (especialista en traumas)
- Hospital Evangélico (especialista en quemaduras)
- Hospital do Trabalhador
- Hospital de Fraturas da XV (especialista en fracturas)
- Hospital Vita Batel
- Hospital Santa Cruz
- Hospital Pequeno Príncipe (especialista en niños)
- Hospital São Vicente
- Hospital São Lucas
- Santa Casa de Misericórdia
- Hospital Sugisawa (especialista en aparato digestivo)
- Hospital Geral de Curitiba (militar)
- Hospital da Cruz Vermelha
- Hospital Erasto Gaertner (especialista en el combate al cáncer)
- Hospital Buuuu (especialista en reccien Nacidos)

## Educación

### Enseñanza superior
Las universidades:

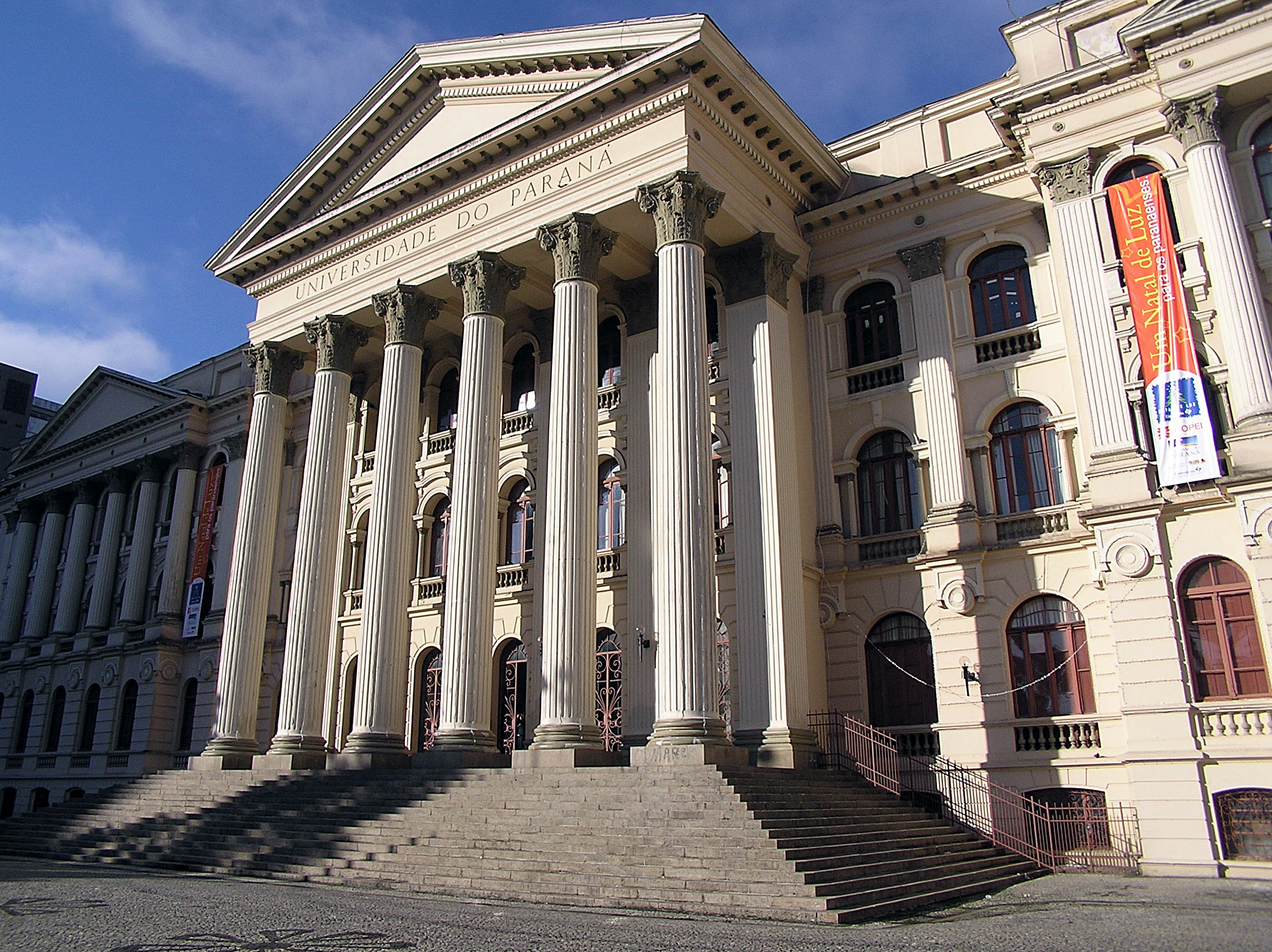
Fachada de la Universidad Federal de Paraná

- UFPR - Universidad Federal de Paraná;
- UTFPR - Universidad Tecnológica Federal de Paraná;
- PUCPR - Pontificia Universidad Católica de Paraná;
- UTP - Universidad Tuiuti de Paraná.
- UP Universidad Positivo

Las facultades:
- Centro Universitário Curitiba (UniCuritiba);
- Escola de Música e Belas Artes do Paraná (EMBAP).

Entre otras.

## Seguridad pública
Como en la mayoría de los municipios medios y grandes brasileños, la criminalidad sigue siendo un problema en Curitiba. En 2008, la tasa de homicidios en el municipio fue de 15,9 por cada 100 mil habitantes, quedando en el 82° lugar en el estado y en 1147° lugar en el país. El índice de suicidios en aquel año por cada 100 mil habitantes fue de 4,6, siendo el 113° a nivel estatal y el 1333° a nivel nacional. En cuanto a la tasa de muertes por accidentes de tránsito, el índice fue de 25,6 por cada 100 mil habitantes, quedando en el 89° a nivel estatal y en el 663° lugar a nivel nacional.
Para reducir estos índices, se han realizado diversos proyectos en el combate a la criminalidad, como la creación de la Coordinación de Políticas sobre Drogas, que tiene por objeto combatir el uso de estupefacientes. Práctica que se está extendiendo principalmente entre los jóvenes, además de ser una de las principales causas de ocurrencia de crímenes. En virtud de la Constitución Federal de Brasil, Curitiba posee también una Guardia Municipal, responsable de la protección de los bienes, servicios e instalaciones públicas del municipio. Curitiba es también sede del Cuartel del Comando General de la Policía Militar de Paraná, en el barrio de Rebouças.

### Guarda Municipal
La Guarda Municipal de Curitiba, por poderes de la Constitución Federal, tiene la función de proteger los bienes, servicios e instalaciones públicas. Además, atendiendo al interés público y en el ejercicio de su poder de policía, actúa en la prevención y represión de algunos crímenes, especialmente contra bienes y servicios públicos, pudiendo incluso tomar en flagrante delito a los infractores y conducirlos hasta la presencia de un delegado de policía, de acuerdo con lo dispuesto en la ley procesal penal.

## Símbolos oficiales
- Bandera de Curitiba
- Escudo de Curitiba
- Himno del municipio de Curitiba, de Ciro Silva y Bento Mossurunga.
- Además de los símbolos oficiales del municipio y por medio de la Ley municipal 10.236, la Cámara Municipal de Curitiba instituyó como "Lugar Símbolo de la Ciudad de Curitiba" el edificio histórico de la Universidad Federal de Paraná.[13]

## Calendario oficial
- 29 de marzo: Fundación de Curitiba
- 8 de septiembre: Día de la patrona de la ciudad, Nossa Senhora da Luz dos Pinhais.
- 28 de octubre: Día del Funcionario Público.[14]

## Ciudades hermanadas
Las ciudades hermanadas con Curitiba son:
| - Akureyri, Islandia; - Coímbra, Portugal; - Cracovia, Polonia; - Columbus, Estados Unidos; - Durban, Sudáfrica; - Guadalajara, México; - Cuautitlán Izcalli, México; - Toluca; - Xalapa; - Hangzhou, China; - Himeji, Japón; - Lyon, Francia; - Rancagua, Chile; - Santo Domingo, República Dominicana; | - Asunción, Paraguay; - Bahía Blanca, Argentina; - Corrientes, Argentina; - Córdoba, Argentina; - Jacksonville, Estados Unidos; - Montevideo, Uruguay; - Murmansk, Rusia; - Orlando, Estados Unidos; - Puerto Elizabeth, Sudáfrica; - Santa Cruz de la Sierra, Bolivia; - Suwon, Corea del Sur; - Treviso, Italia. |